# Tramlijn Nederlands Openluchtmuseum

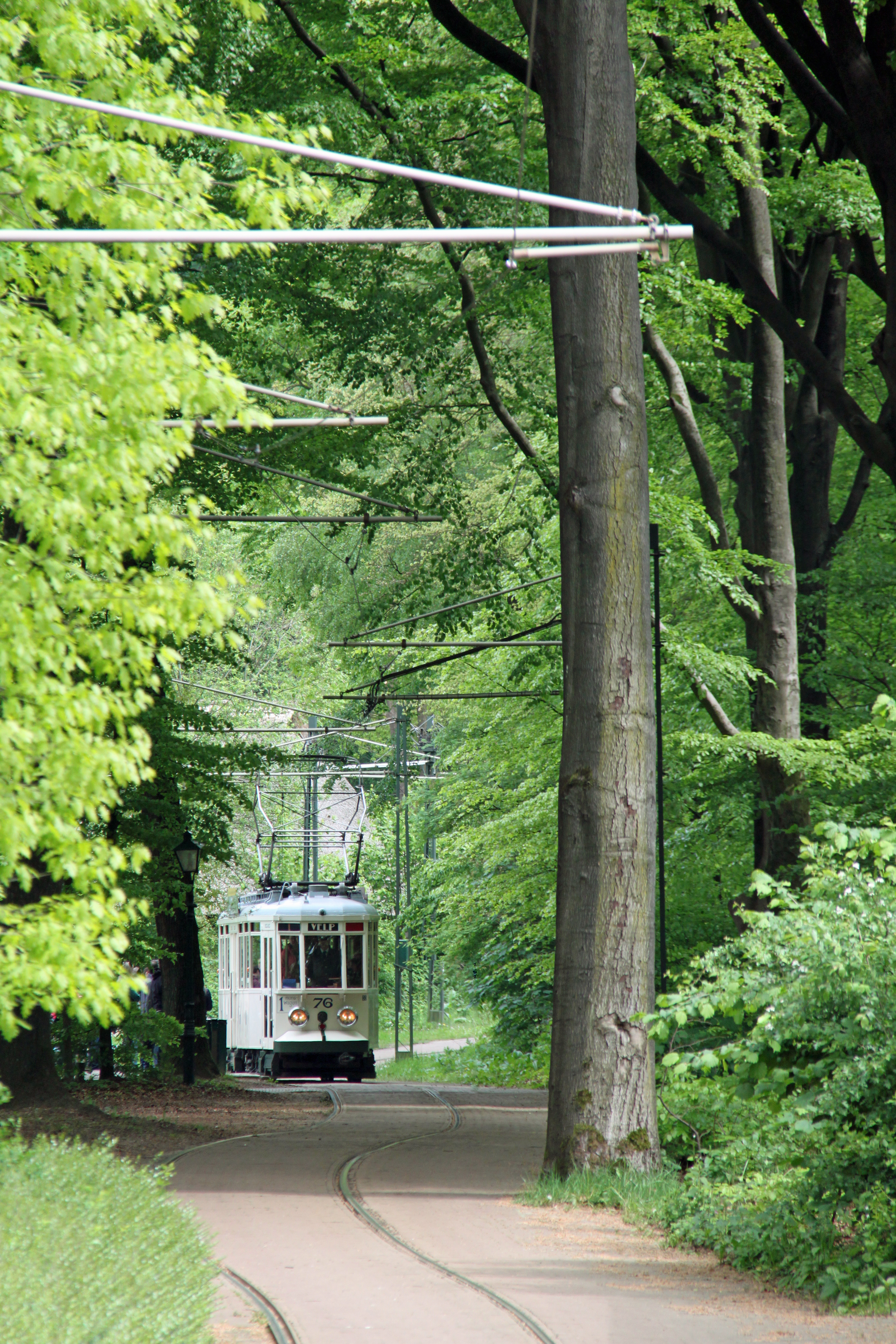
Motorwagen 76, replica van de Arnhemse tram.

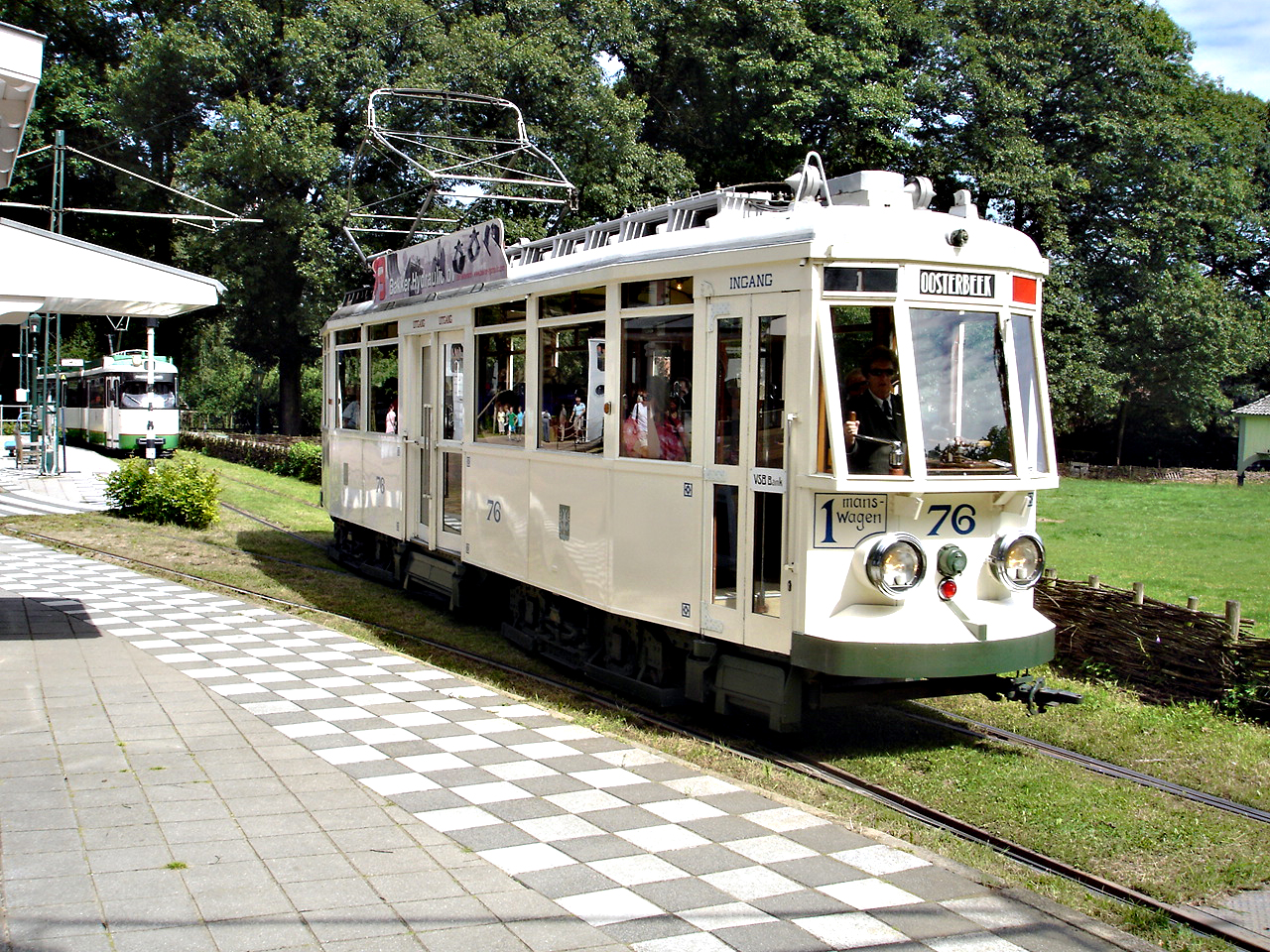
Motorwagen 76 vertrekt van de beginhalte.

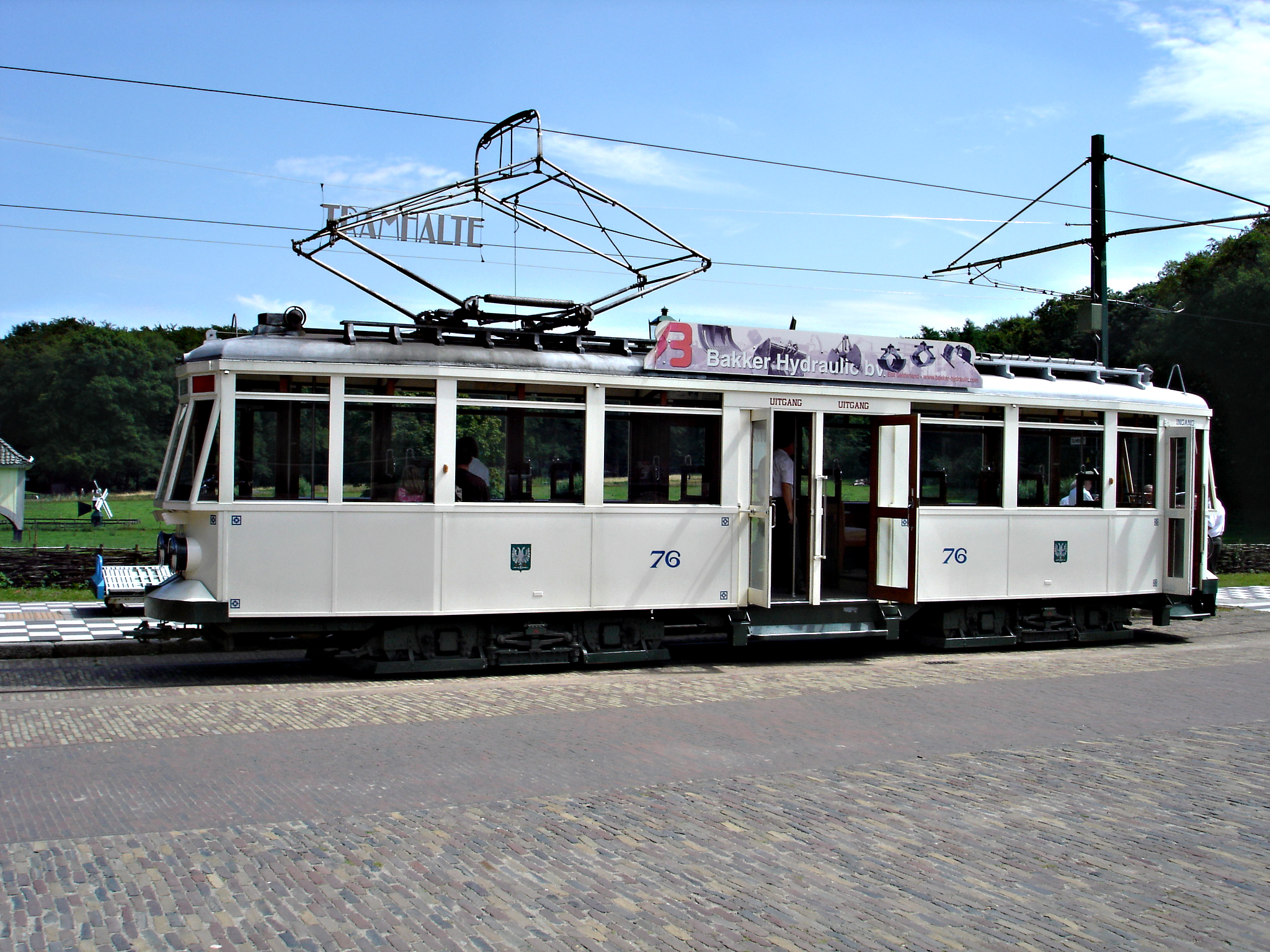
Motorwagen 76, zijaanzicht.

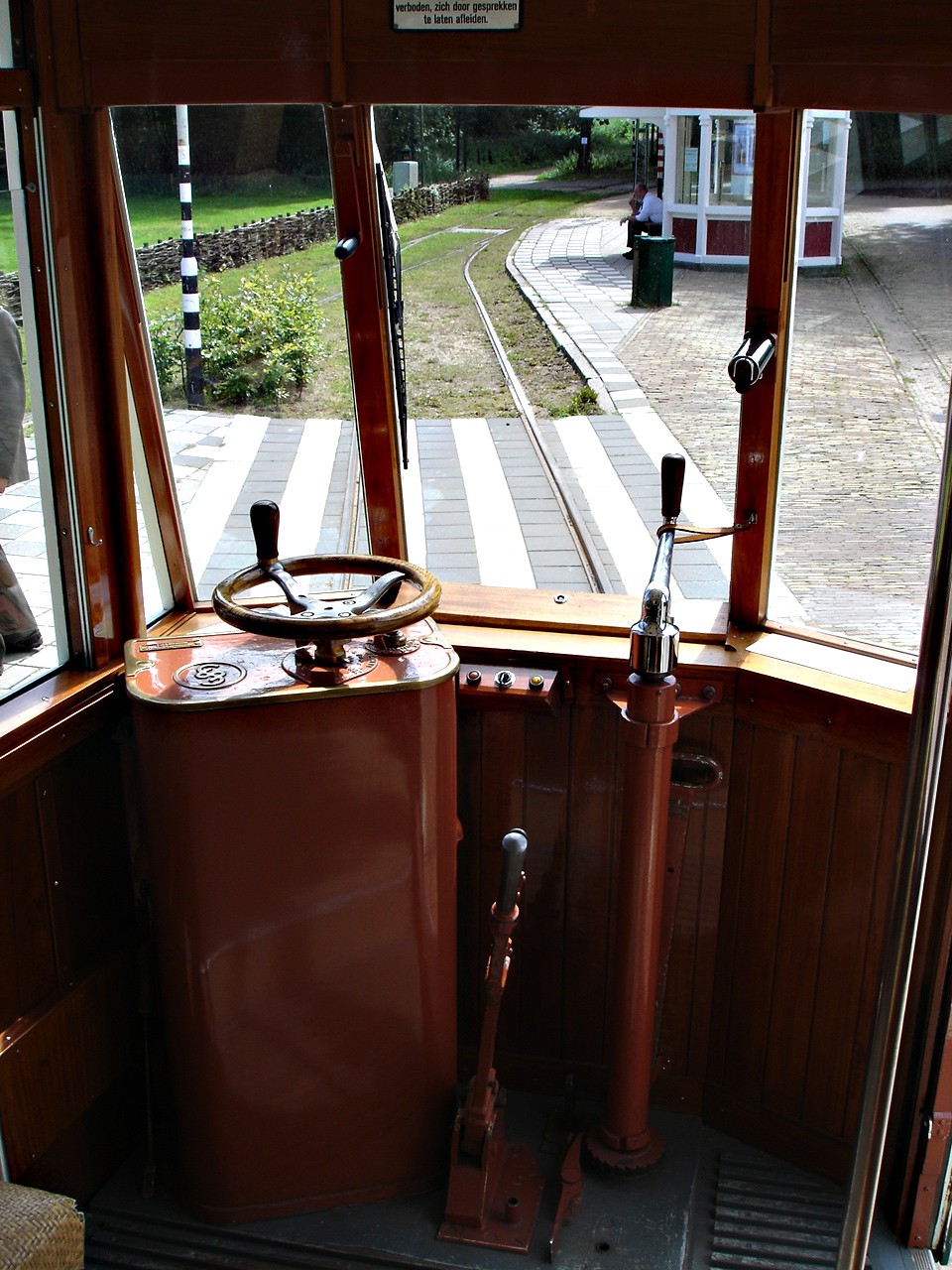
De bestuurder van de Arnhemse replica 76 doet zijn/haar werk staande.

Schematische trajectweergave van de tramlijn in het Nederlands Openluchtmuseum te Arnhem.

De tramlijn Nederlands Openluchtmuseum (Museumtram Nederlands Openluchtmuseum) is een normaalsporige tramlijn op het terrein van het Nederlands Openluchtmuseum te Arnhem.

## Aanleg en opzet
De geëlektrificeerde tramlijn met een netspanning van 600 volt werd in 1996 aangelegd. Rails, wissels, de bovenleiding en het onderstation waren deels afkomstig van de tijdelijke Floriadetramlijn in Zoetermeer. Voor de trams werd een remise gebouwd, een replica van de in 1944 bij de Slag om Arnhem verwoeste tramremise Westervoortsedijk. De tramlijn van 1,75 kilometer lang is enkelsporig uitgevoerd, waarbij de tram linksom rijdt en zes haltes aandoet, genoemd Entree, Landgoed, Lint-Tuinen, Platteland, Dorp en Erven. De ringlijn heeft een keerdriehoek en bij de hoofdingang een inhaalspoor. Om uitwisseling met andere Nederlandse trambedrijven mogelijk te maken werd in het openluchtmuseum de tramlijn niet in kaapspoor aangelegd (spoorwijdte 1067 mm) zoals de vroegere Arnhemse tram, maar in normaalspoor (1435 mm). De aanleg van tramlijn en bovenleiding werd mede met hulp van de RET (Rotterdam), HTM (Den Haag), GVB (Amsterdam) en Strukton gerealiseerd. Dankzij de ringlijn kunnen ook bezoekers die niet goed ter been zijn gemakkelijk de ver van de hoofdingang gelegen delen van het museum bezoeken.
De tramritten worden verzorgd door vrijwilligers van de Stichting Museumtram Nederlands Openlucht Museum, een samenwerkingsverband tussen het Nederlands Openluchtmuseum en de Tramweg-Stichting. De verantwoordelijkheid voor exploitatie en veiligheid ligt bij coördinatoren in dienst van het museum.

## Materieel
De dienst wordt uitgevoerd met museummaterieel afkomstig van de Haagse, Rotterdamse tram en Amsterdamse tram. Daarnaast werd een vierassige Arnhemse tram uit 1929 gereconstrueerd. De Tramweg-Stichting heeft gezorgd voor de komst van het materieel dat benodigd was voor de exploitatie en voor de RET-trammotorwagen 530 die onderdelen zou leveren voor de te bouwen GETA 76 (motoren, weerstanden en schakelkasten). Deze replica, die in 1998 in gebruik kwam, heeft een spoorwijdte van 1435 mm in plaats van de 1067 mm van de originele motorwagens.
De Haagse en Rotterdamse trams kwamen omstreeks 1996 naar Arnhem, de Amsterdamse Rr3 in 2005 en de beide drieassers in 2022-2023.
Het Utrechtse open bijwagen NBM 28 werd in december 2017 gedoneerd van de Tramweg Stichting, maar keerde een paar jaar later terug naar TS wegens het niet doorgaan van het restauratieproject.

### Tramcollectie
- GETA (Arnhem) motorrijtuig 76, bouwjaar 1998 (replica)
- HTM motorrijtuig 274, bouwjaar 1921
- RET motorrijtuigen 520, 535, 536, bouwjaar 1931
- RET aanhangrijtuig 1050 (geschikt gemaakt voor rolstoelvervoer), bouwjaar 1949
- RET geleed motorrijtuig 631, bouwjaar 1969
- GVB drieasser-motorrijtuig 903 met -aanhangrijtuig 958, bouwjaar 1949
- GVB railreiniger Rr3, bouwjaar 1958

### Trams op bezoek

#### Vanaf april 2024
- De Groningse motorwagen 41 van de Electrische Museumtramlijn Amsterdam is (voor een opknapbeurt) enige tijd uitgeleend naar Arnhem.

#### 12 juli t/m 7 oktober 2022
- De Haagse PCC-car 1024 van de Electrische Museumtramlijn Amsterdam.

#### 23 juli t/m 15 augustus 2021
- De Amsterdamse motorwagen 533 van de Electrische Museumtramlijn Amsterdam, voor het 25-jarige jubileum van de tramlijn.

#### 10 april t/m 9 oktober 2021
- De Haagse bijwagen 779 van de Tramweg-Stichting, reed als bijwagen achter motorwagen HTM 274, voor het 25-jarige jubileum van de tramlijn.

#### 10 tot 19 juni 2017
- De Haagse motorwagens 58 en 77 en bijwagen 779 van de Tramweg-Stichting, voor ritten op een openbaar-vervoerfeest op 17 en 18 juni 2017.[1][2]

#### 11 tot 20 juni 2016
- De NZH-motorwagens A106 en A327 met goederenwagen C32 van de Tramweg-Stichting, voor het twintigjarige jubileum van de tramlijn.[3]

#### 16 tot 22 juni 2015
- De Amsterdamse motorwagen 464 en bijwagen 776 (ex-721) en open bijwagen 600 van de Electrische Museumtramlijn Amsterdam, voor ritten op een openbaar-vervoerfeest op 20 en 21 juni 2015. Bijwagen 600 reed daarbij achter motorwagen HTM 274.[3]

#### Juni tot augustus 2012
- GTA motorwagen 72 (Union) van de Tramweg-Stichting en open bijwagen 600 van de Electrische Museumtramlijn Amsterdam. Dit Amsterdamse tramstel werd ingezet gedurende de weekends van 16 juni t/m 12 augustus 2012.[4]

#### Bezoekende tram in 1996, 2006 en 2016
- NZH motorrijtuig A327, bouwjaar 1913; van de Tramweg-Stichting. In 1996 was ook aanhangrijtuig B37 van de TS te gast. Tezamen met de A327 werd zo een tramstel met voldoende capaciteit samengesteld. Na een calamiteit met de B37 werd dat aanhangrijtuig in 1996 niet meer gebruikt.

#### Overige gehuurde/bezoekende trams vanaf 1996
- GVB motorwagen 1 (ex-301, ex-GTU 75); van de EMA
- GVB motorwagen 909 (drieasser, ex-509); van de EMA
- Kasselse tram motorwagen 218 + bijwagen 511; van de EMA

## Afbeeldingen

### Haagse trams

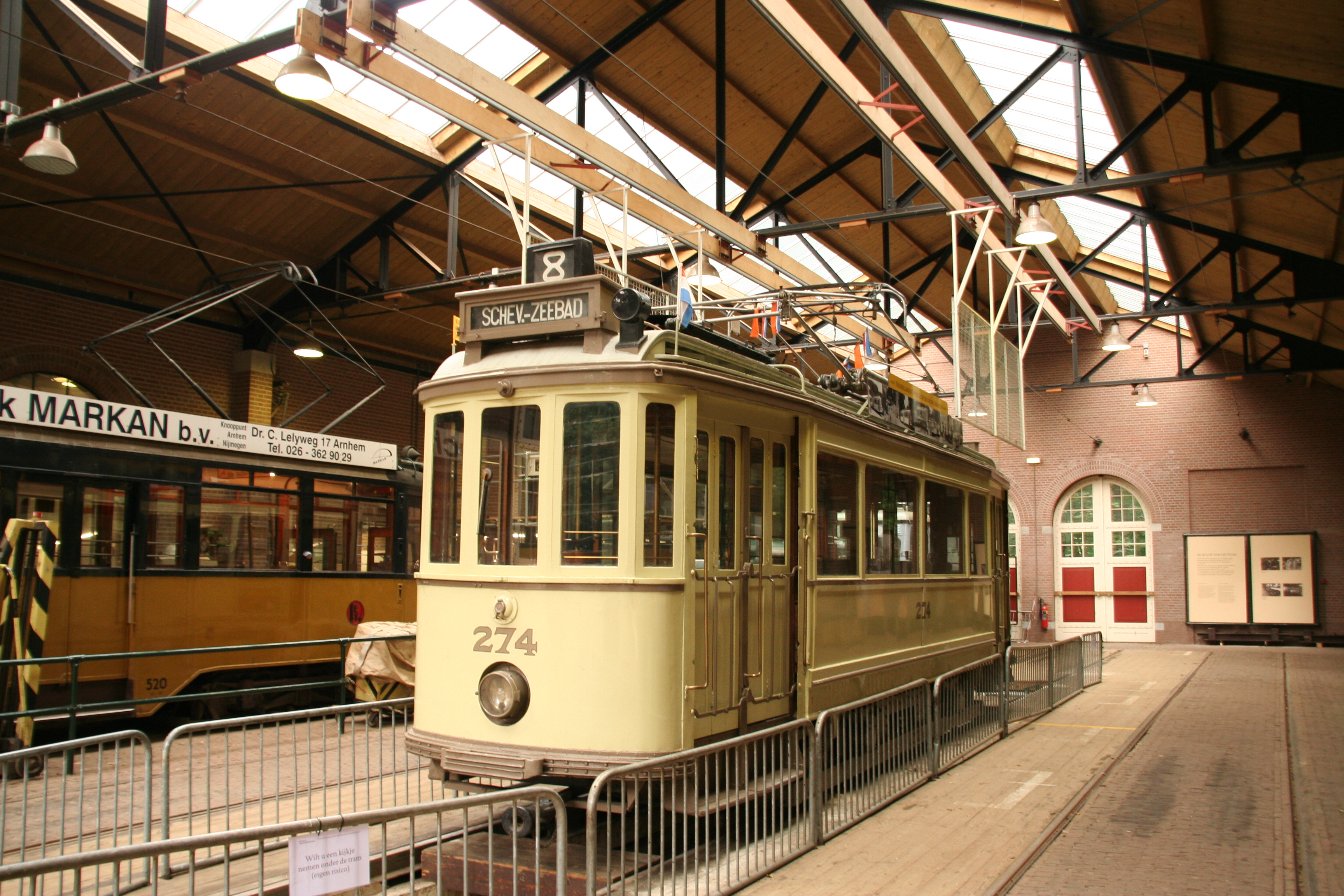
Haagse tram (motorwagen 274) in de remise.
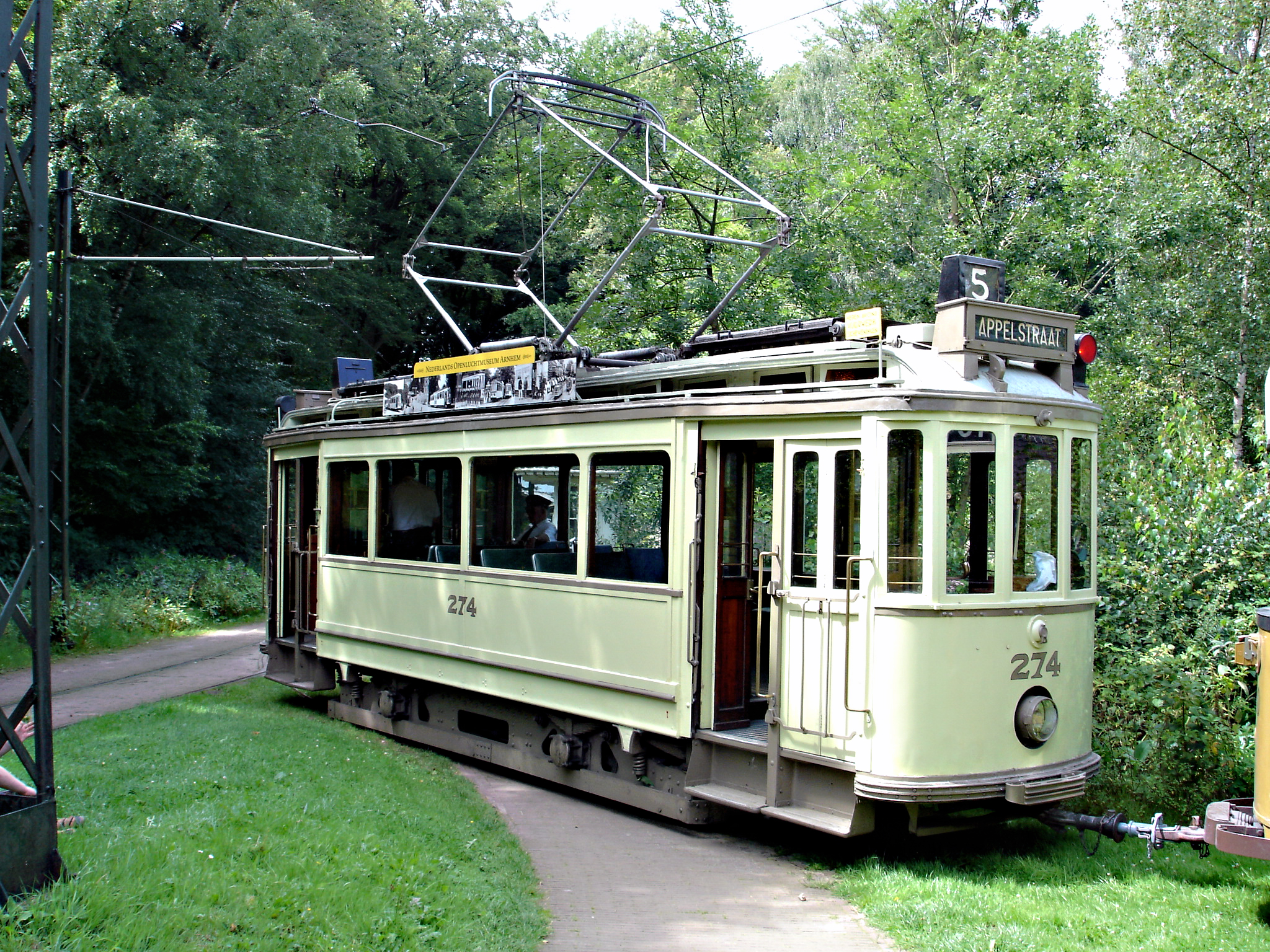
De gerestaureerde HTM 274 in de driehoek bij de Zuivelfabriek Freia.
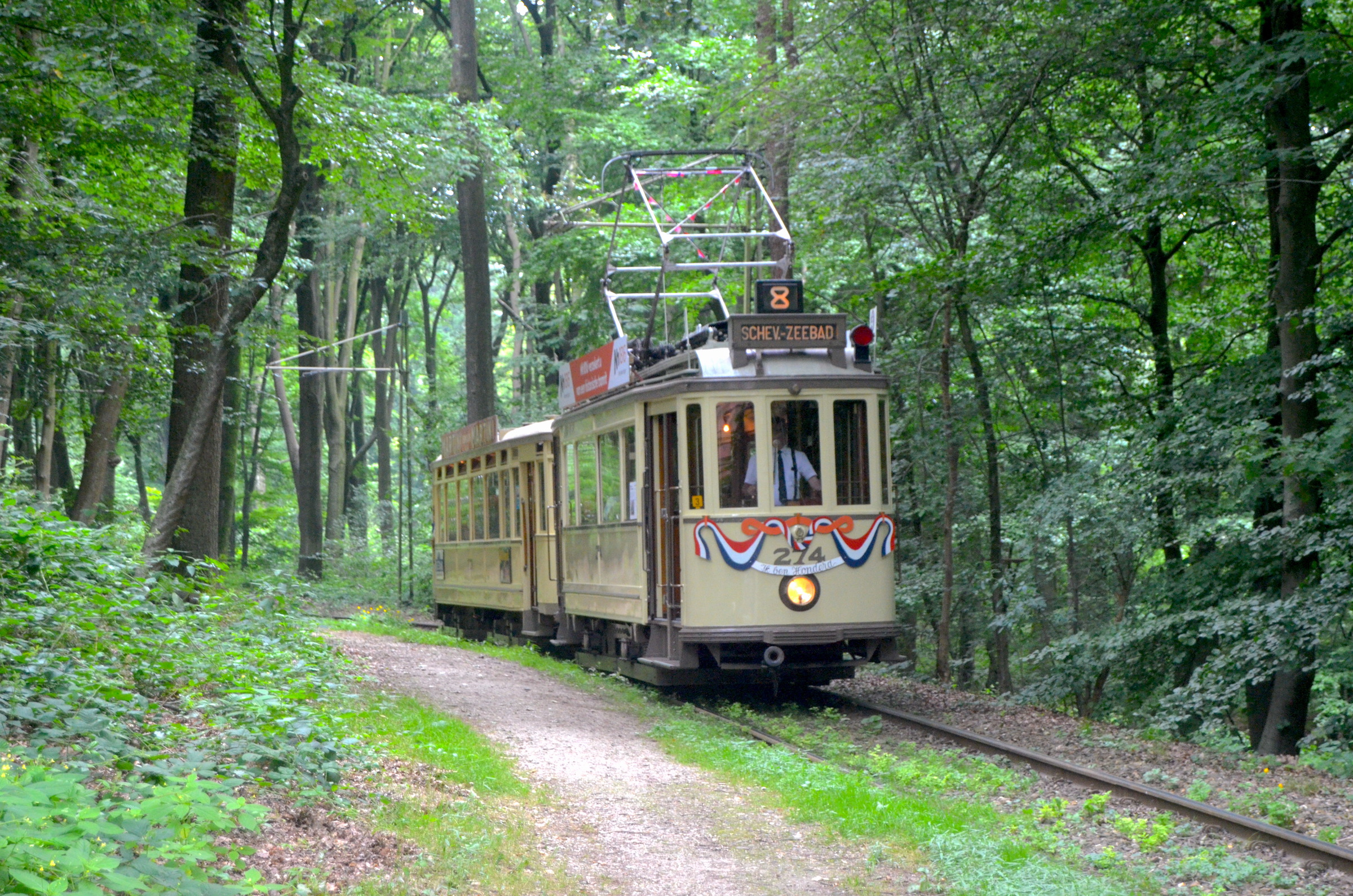
HTM 274 + 779; 24 juli 2021.
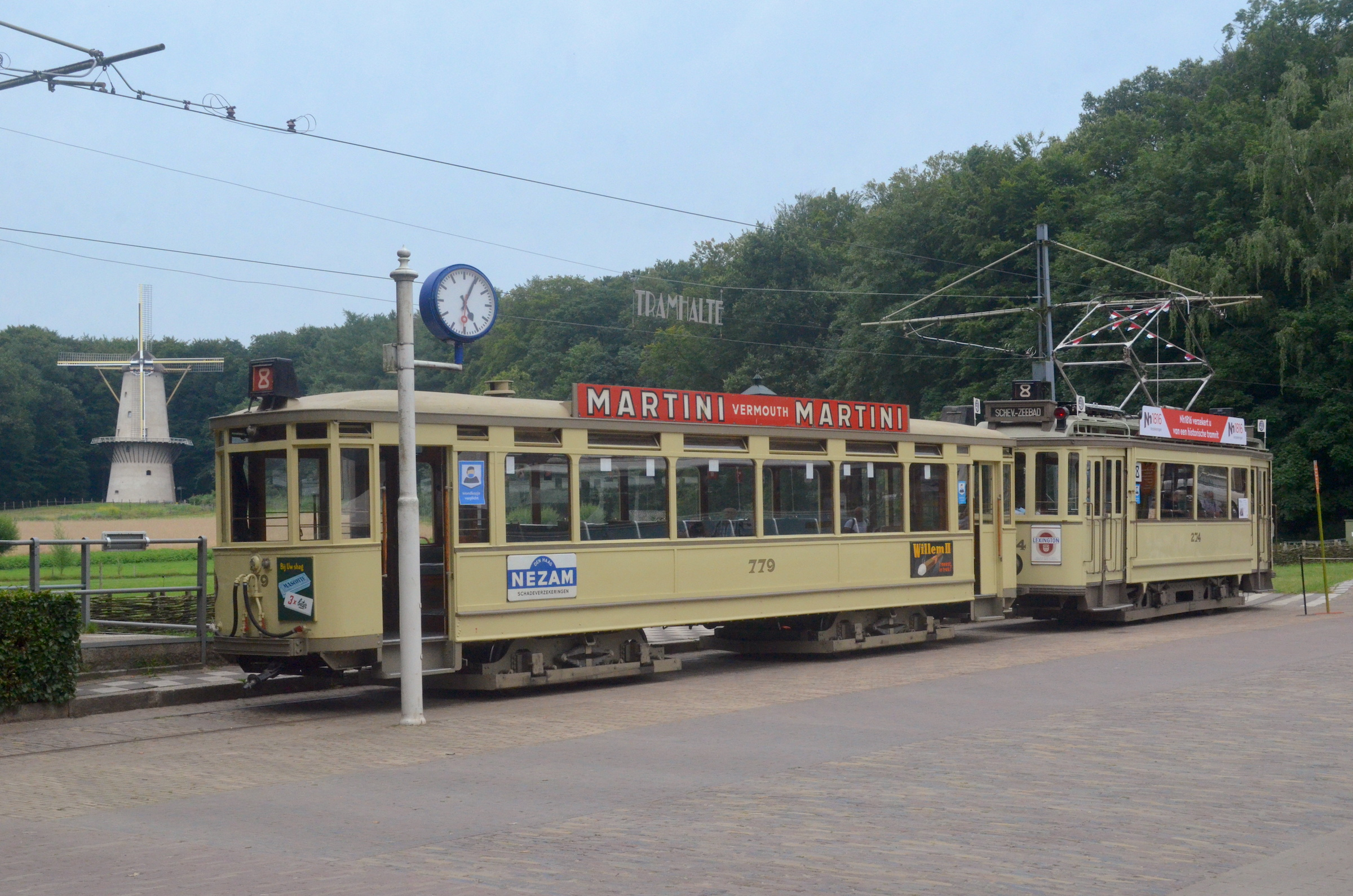
HTM 779 + 274; 24 juli 2021.
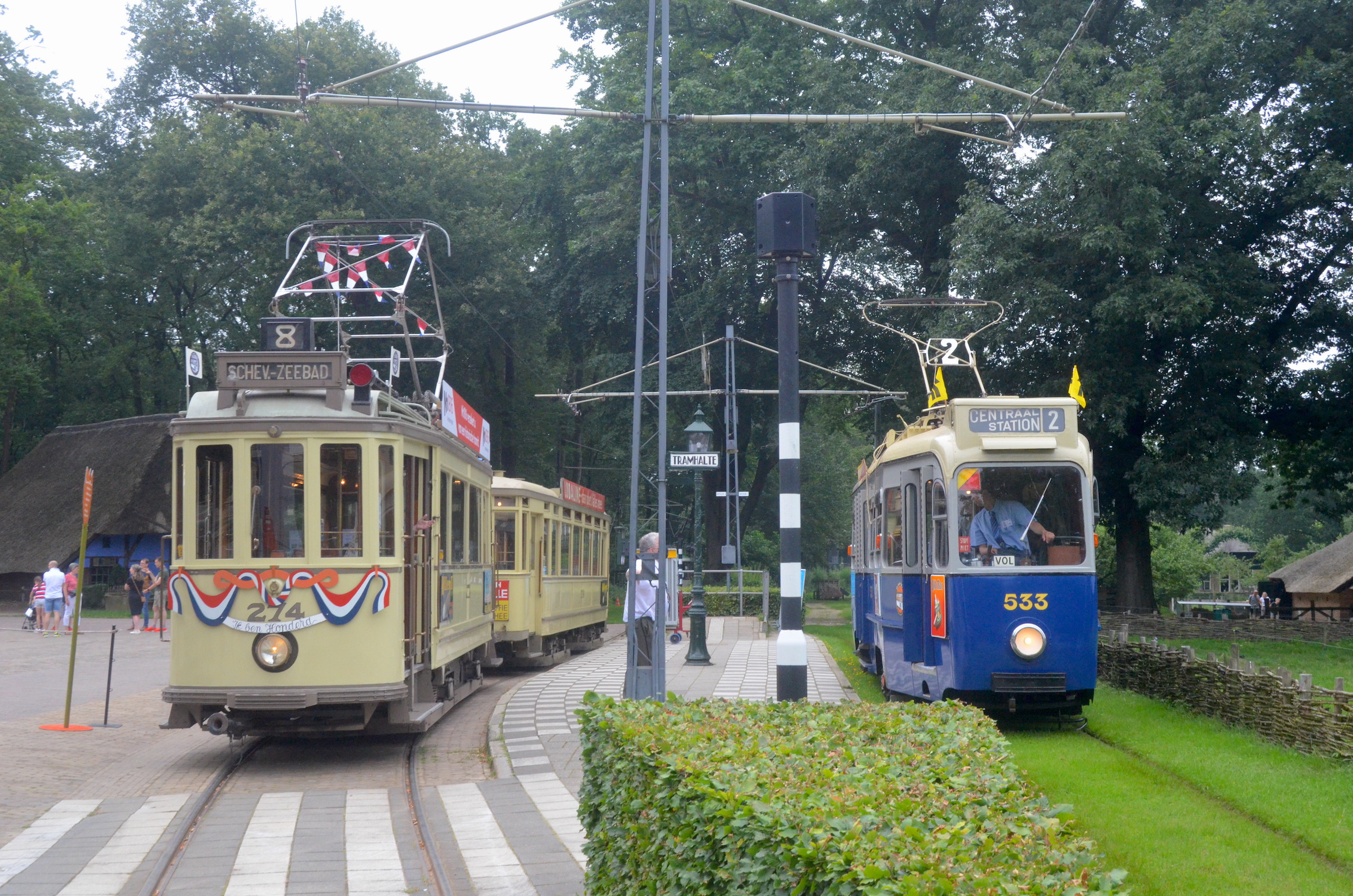
HTM 274 + 779 en GVB 533; 24 juli 2021.

### Rotterdamse trams

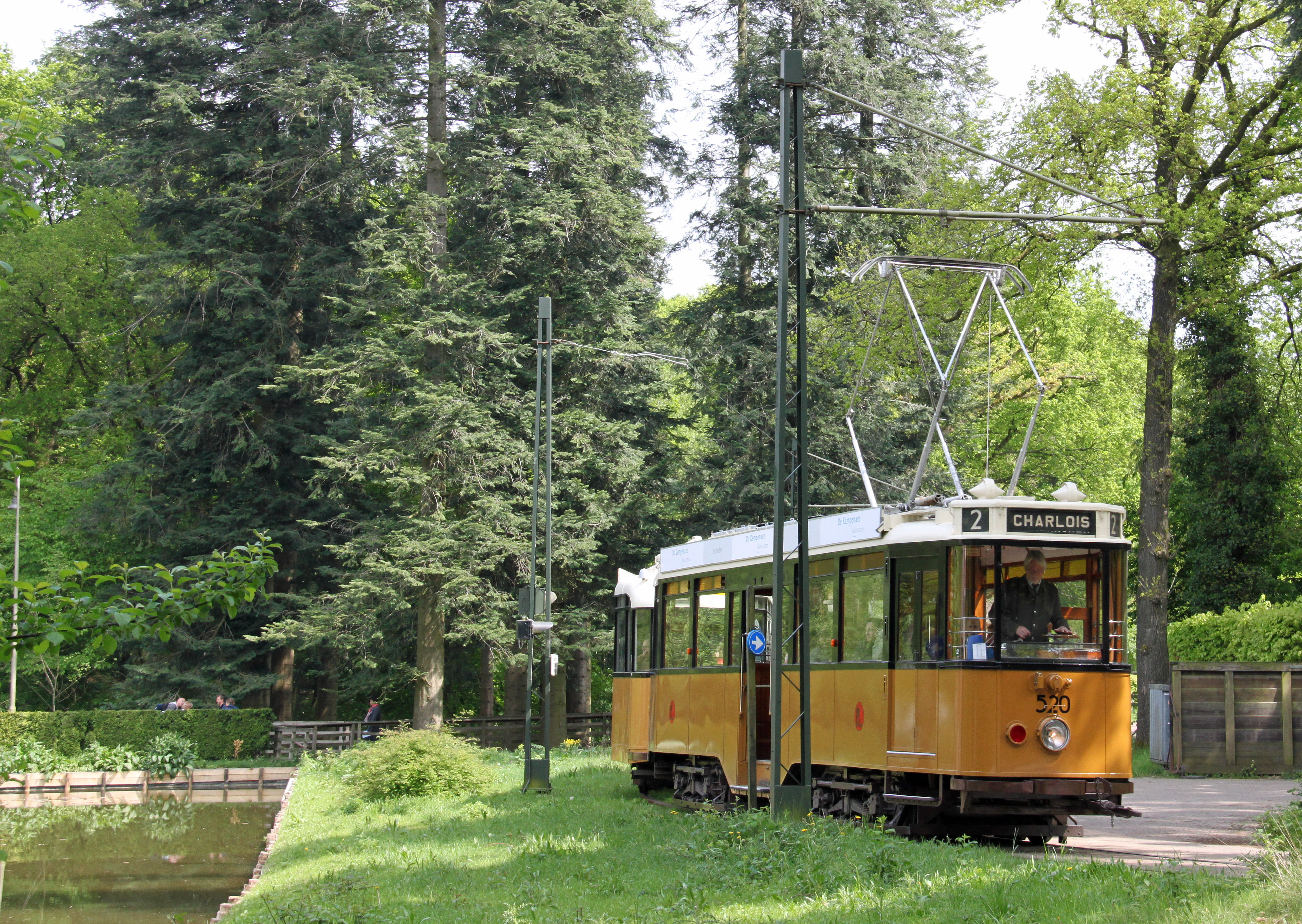
Rotterdamse tram onderweg in het Openluchtmuseum.
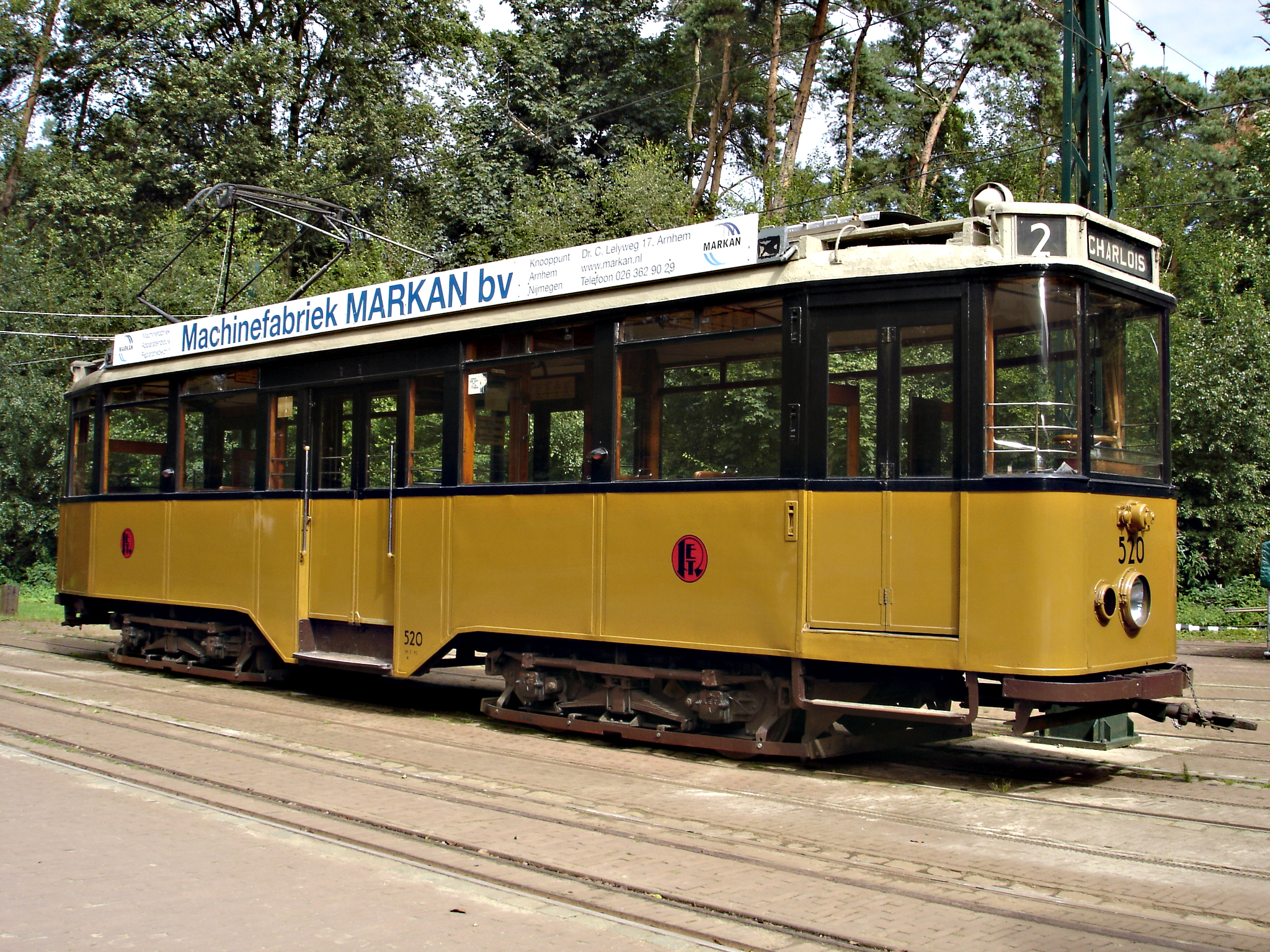
RET-motorwagen 520.
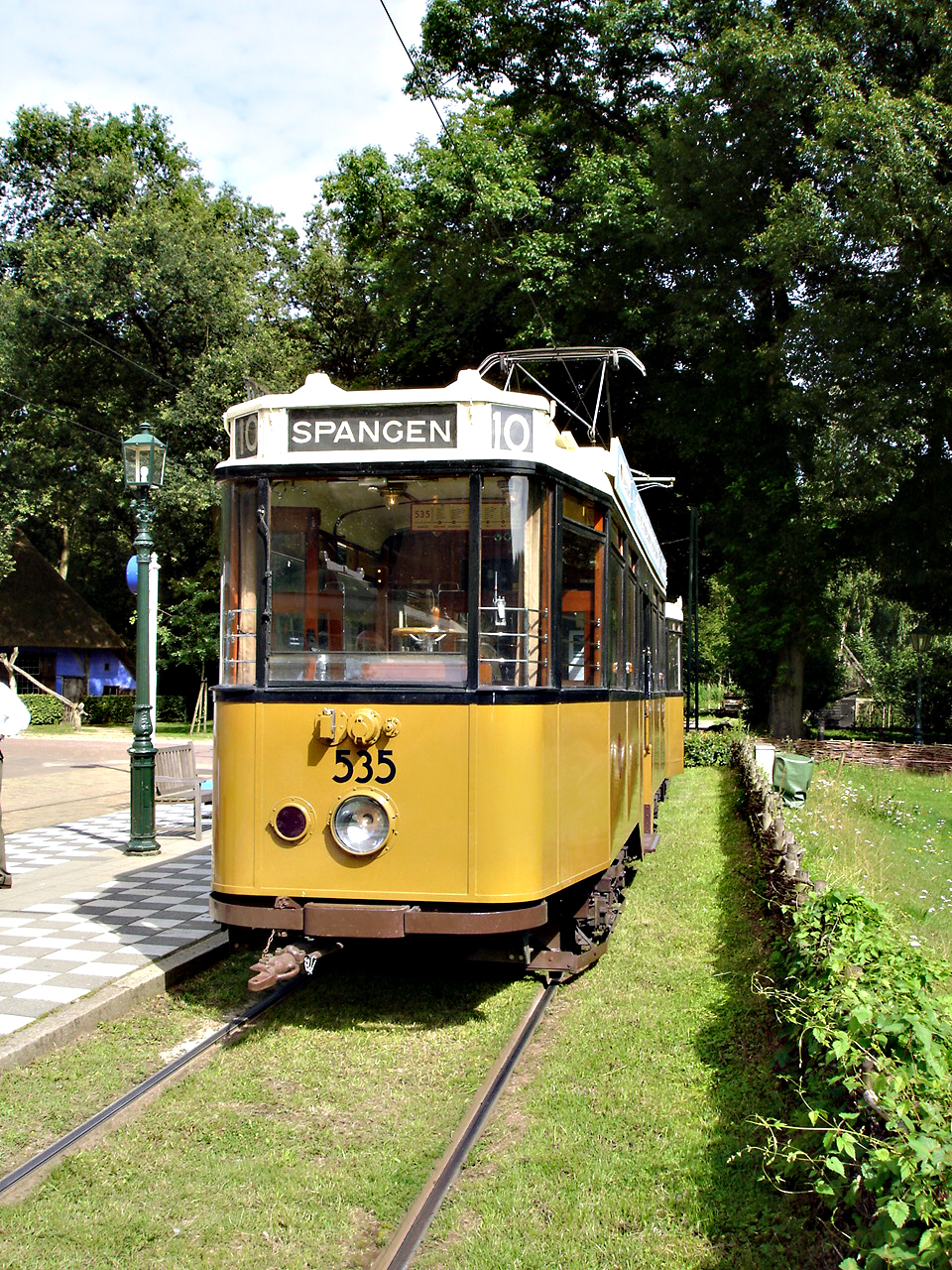
RET-motorwagen 535.
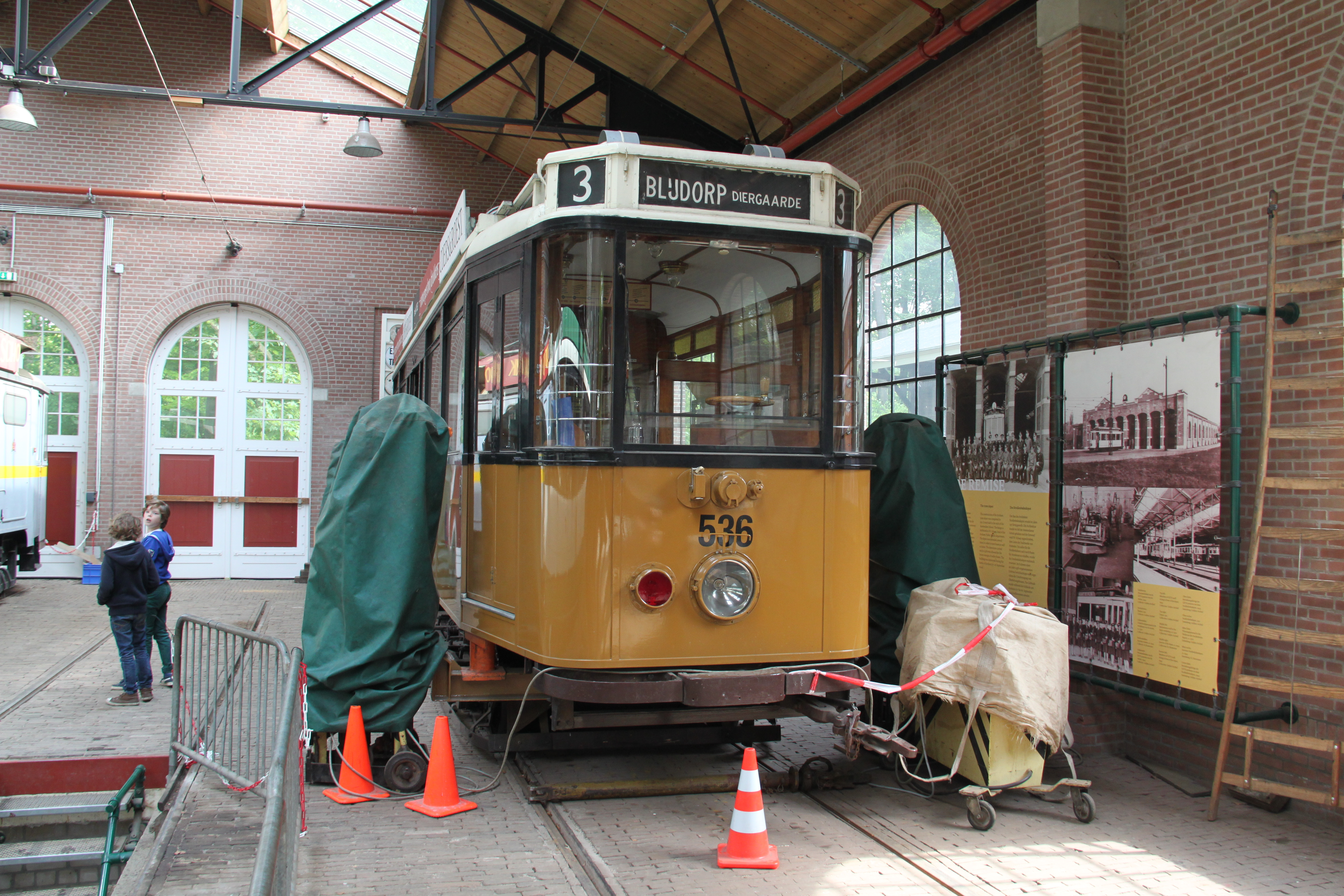
RET-motorwagen 536.
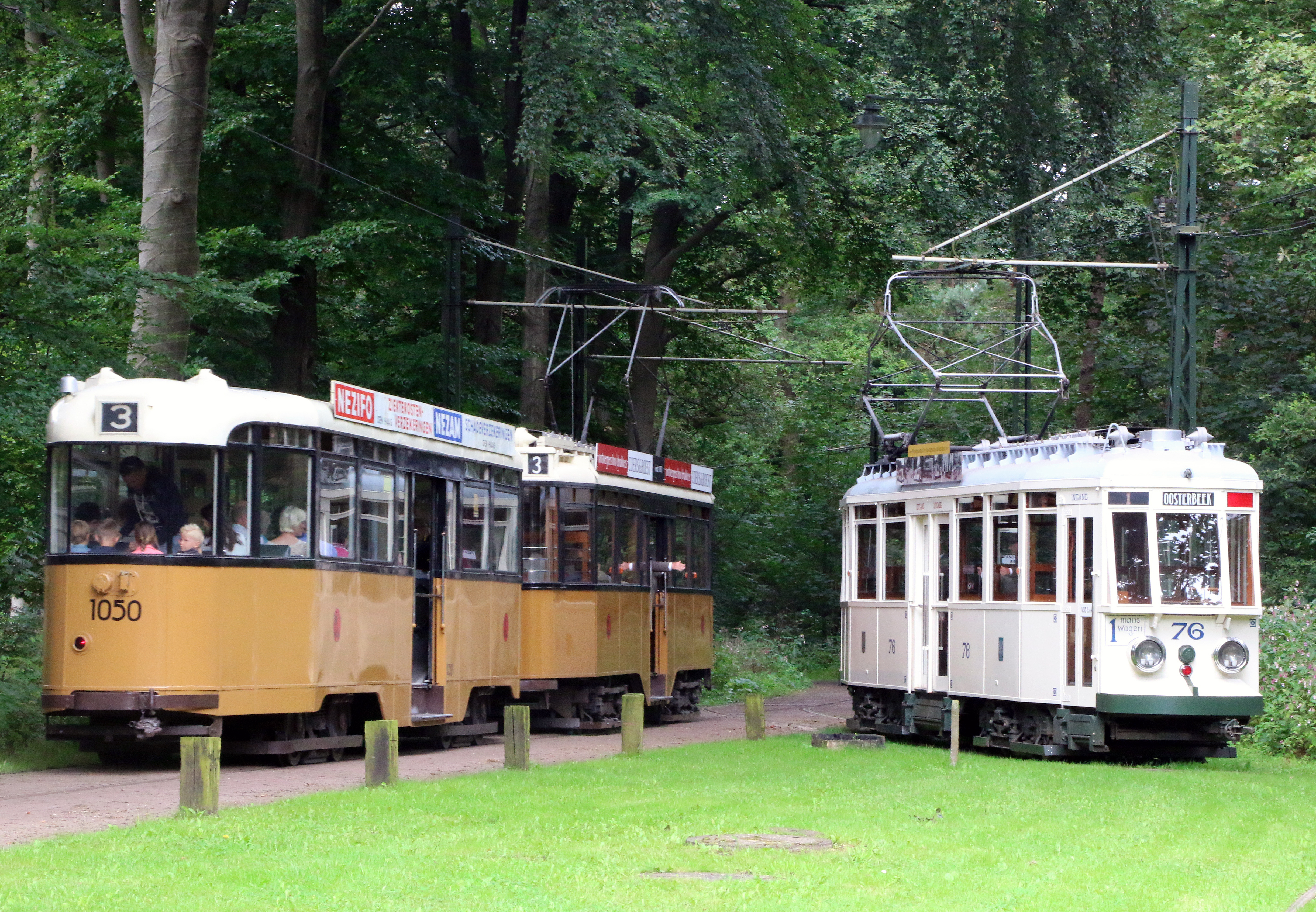
RET-bijwagen 1050 (met motorwagen 536) en Arnhemse motorwagen 76.
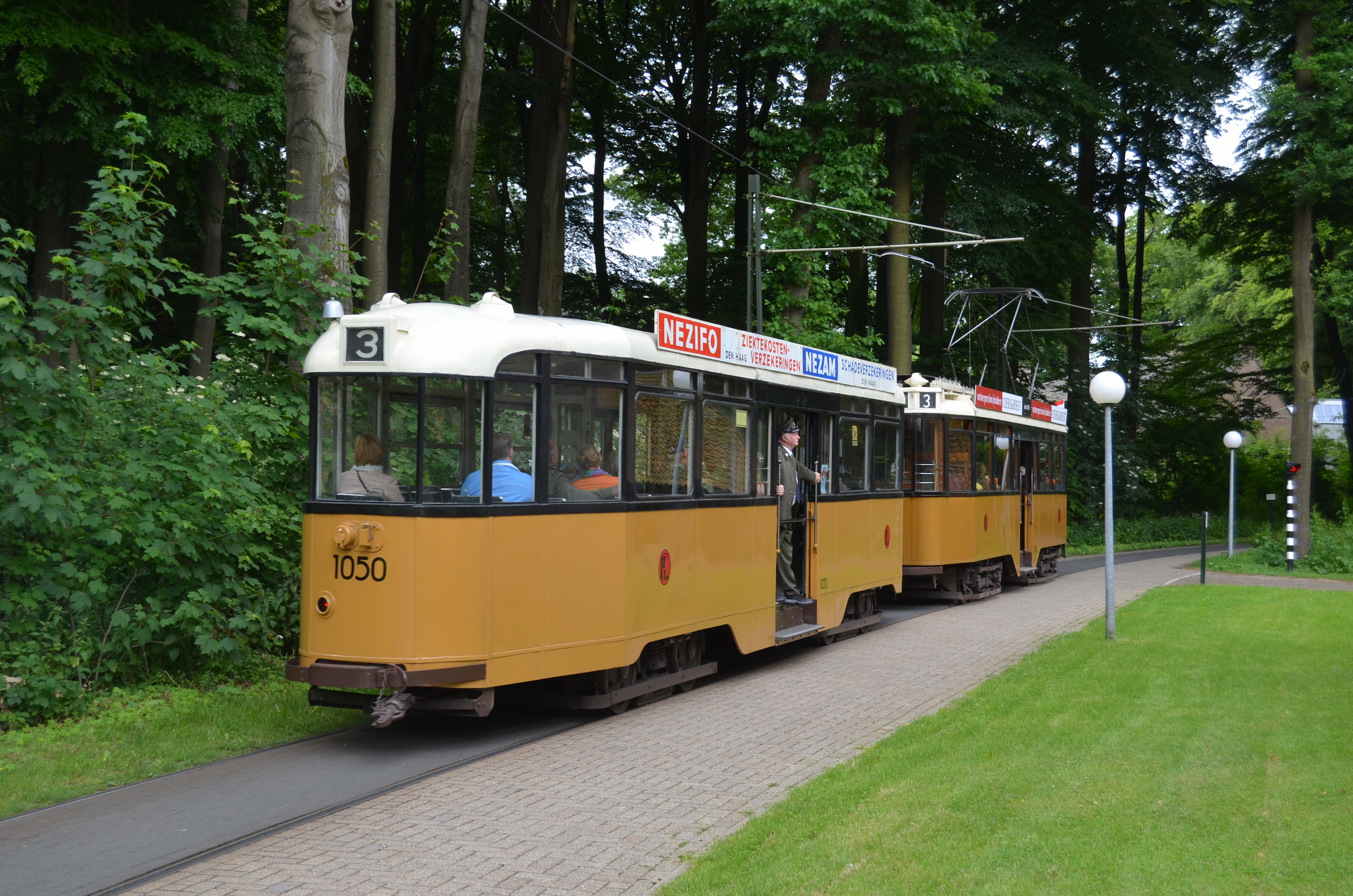
RET 1050 + 536, 20 juni 2015.
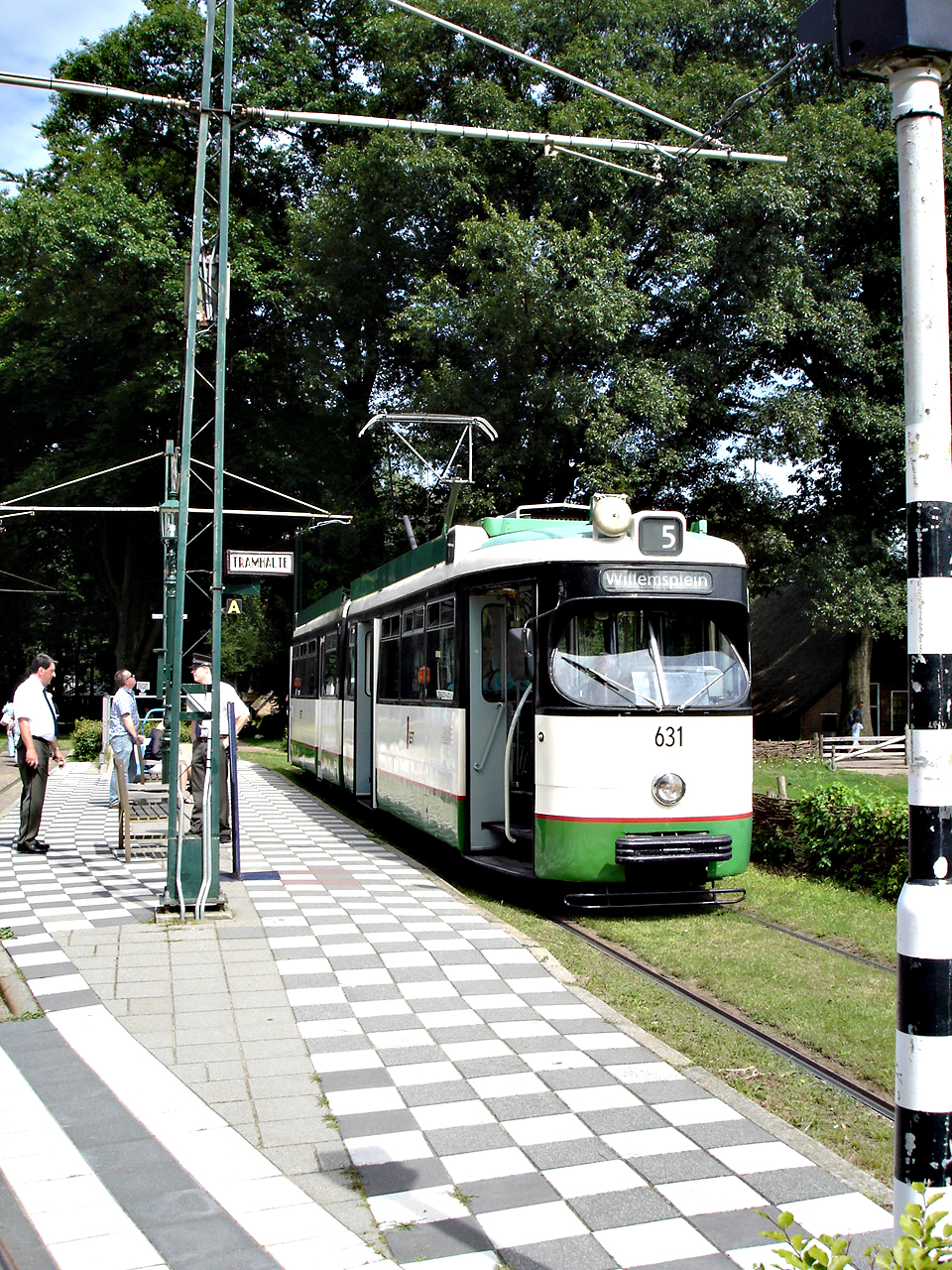
Enkelgeledewagen RET 631 in de groen-witte uitmonstering van de jaren negentig.
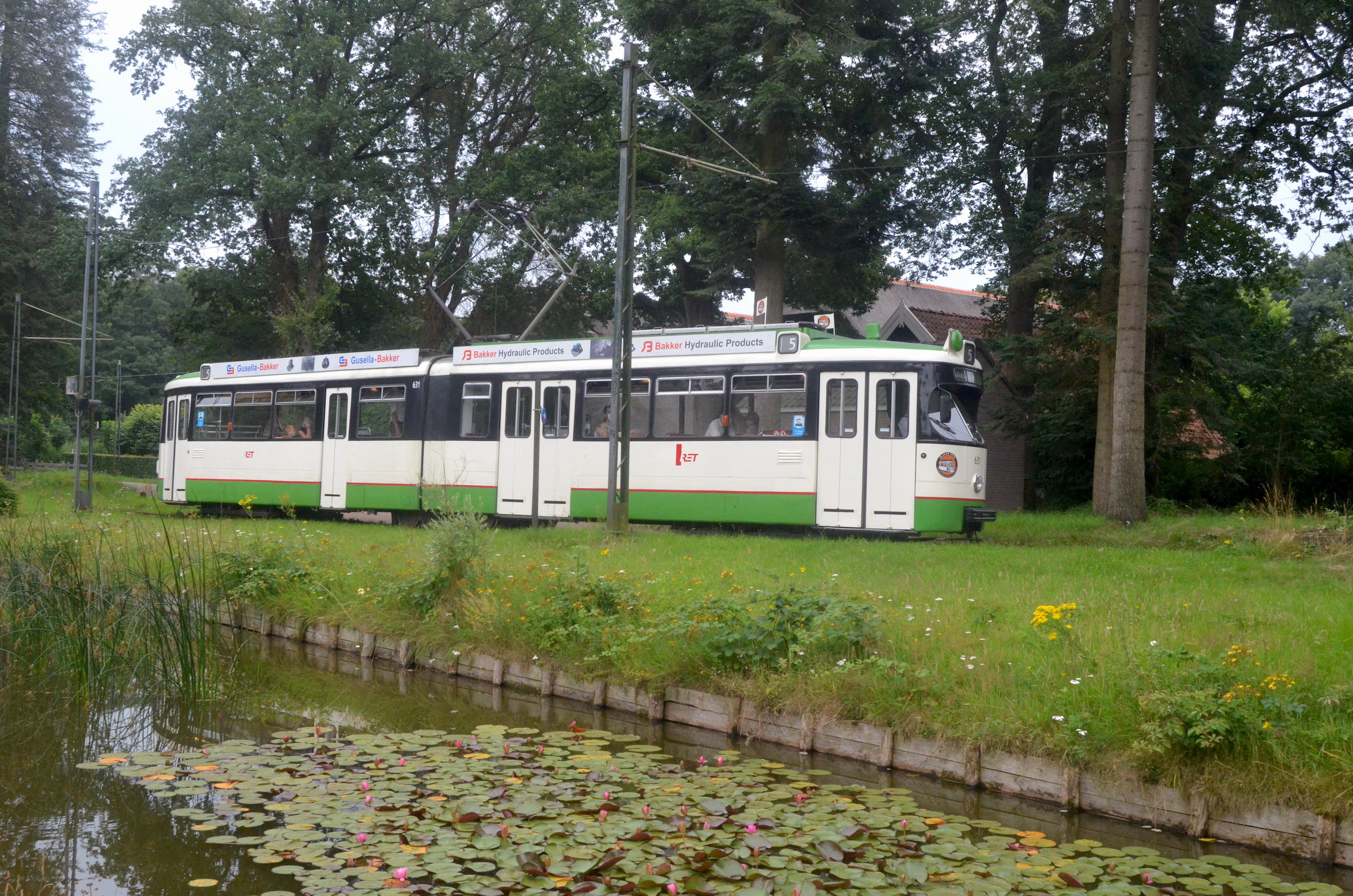
RET 631; 24 juli 2021.

### Amsterdamse trams

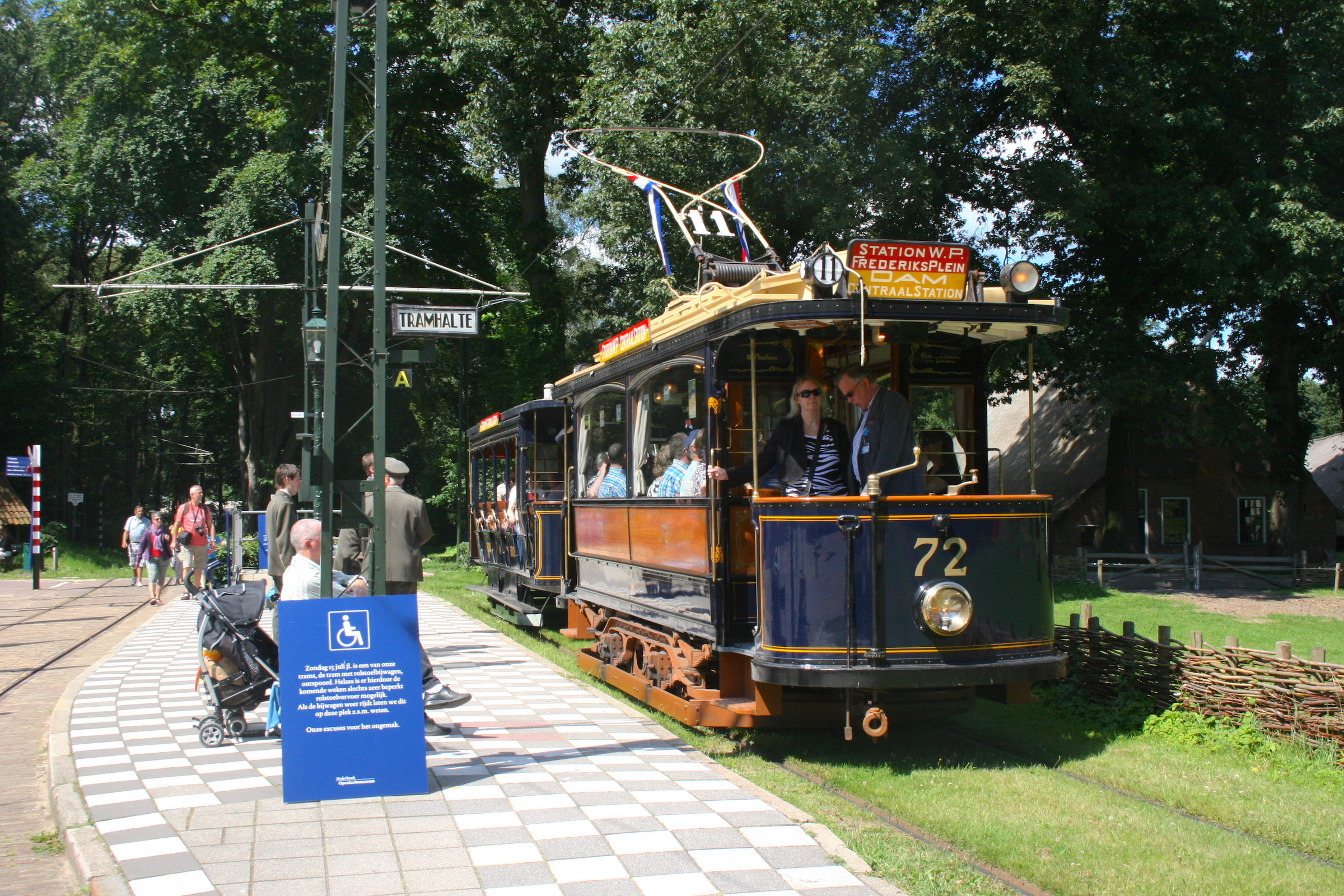
GTA 72 + 600; 22 juli 2012.
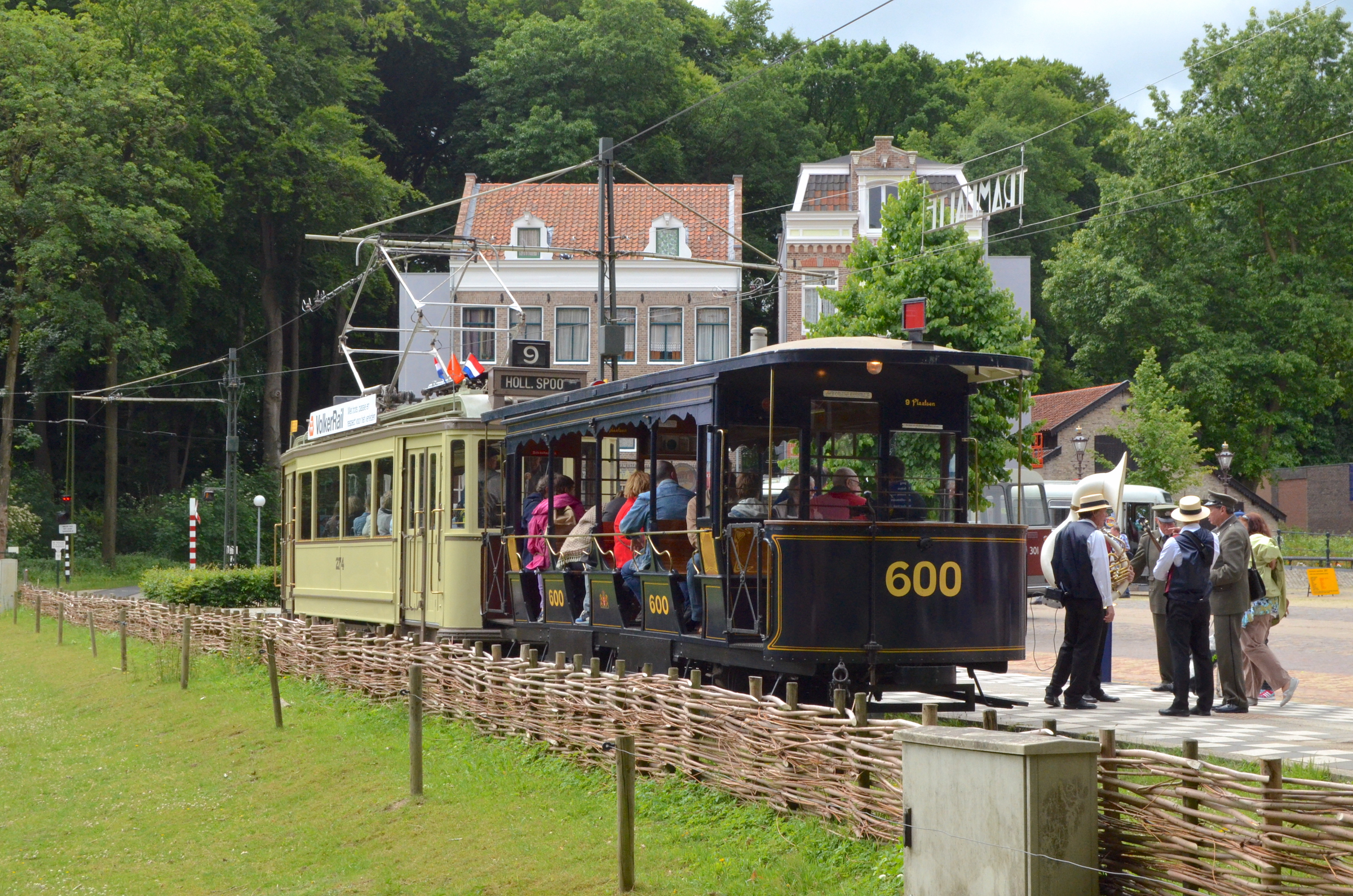
GTA 600 + HTM 274; 20 juni 2015.
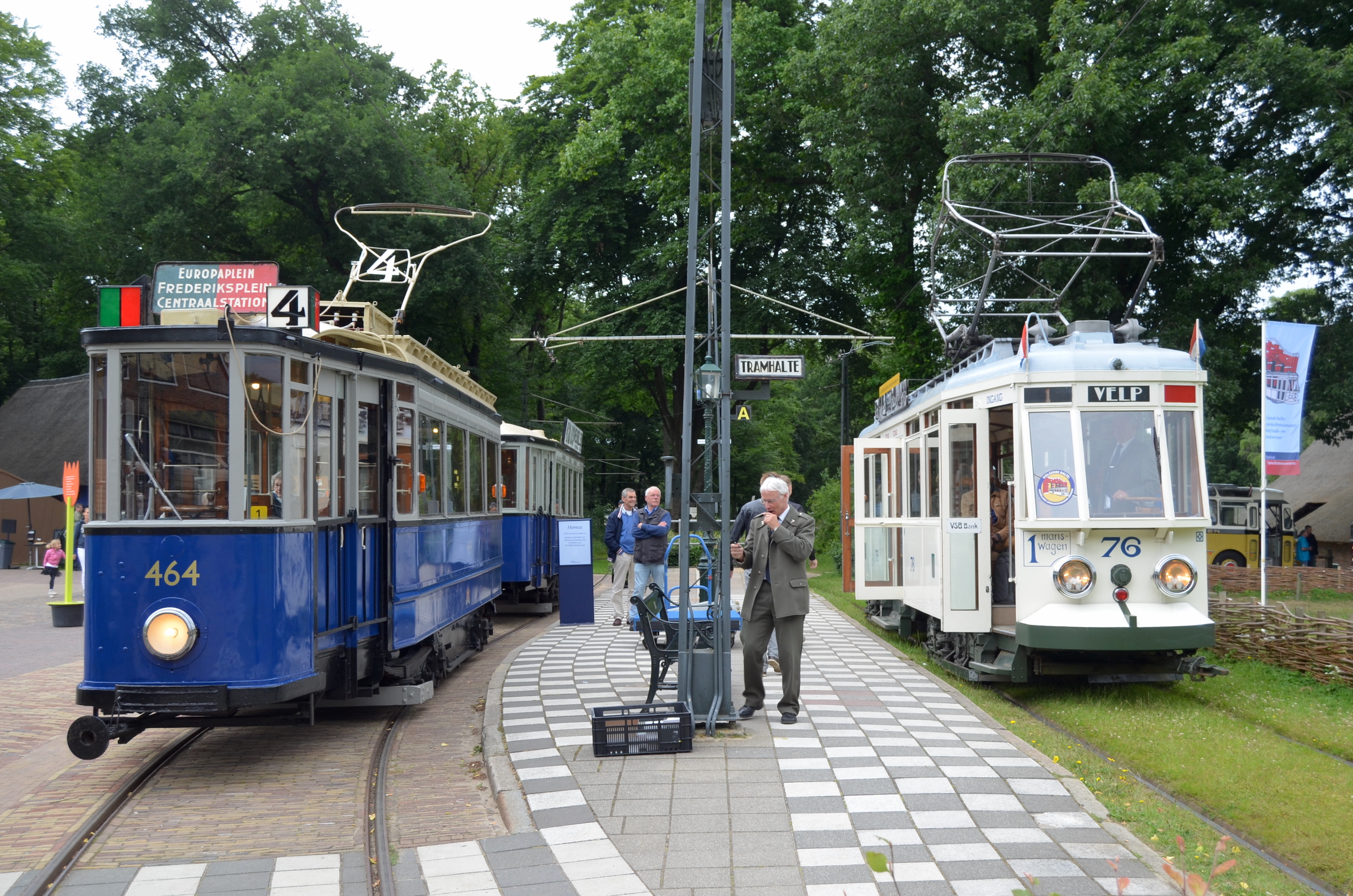
GVB 464 + 776 en GETA 76; 20 juni 2015.
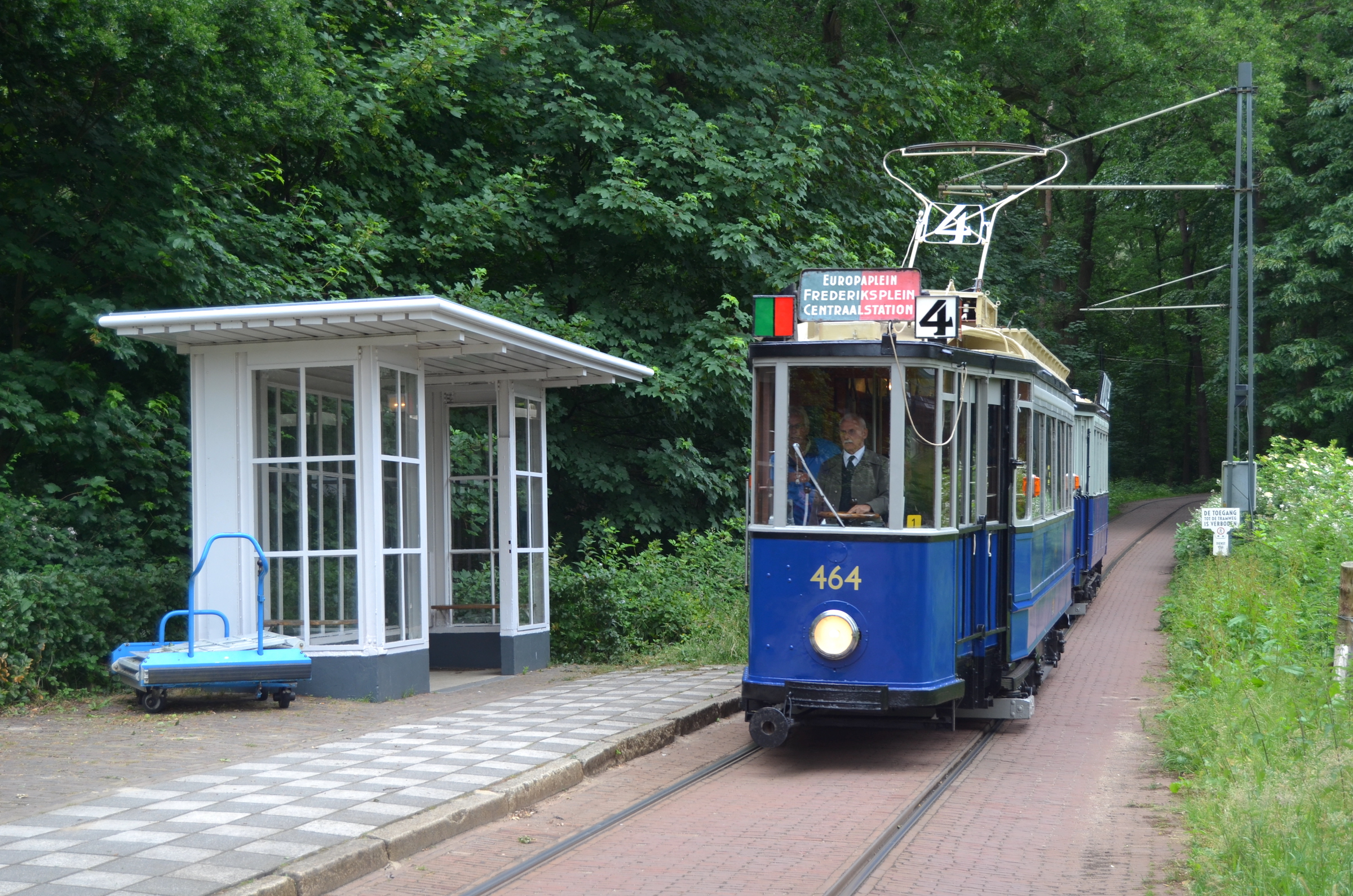
GVB 464 + 776; 20 juni 2015.
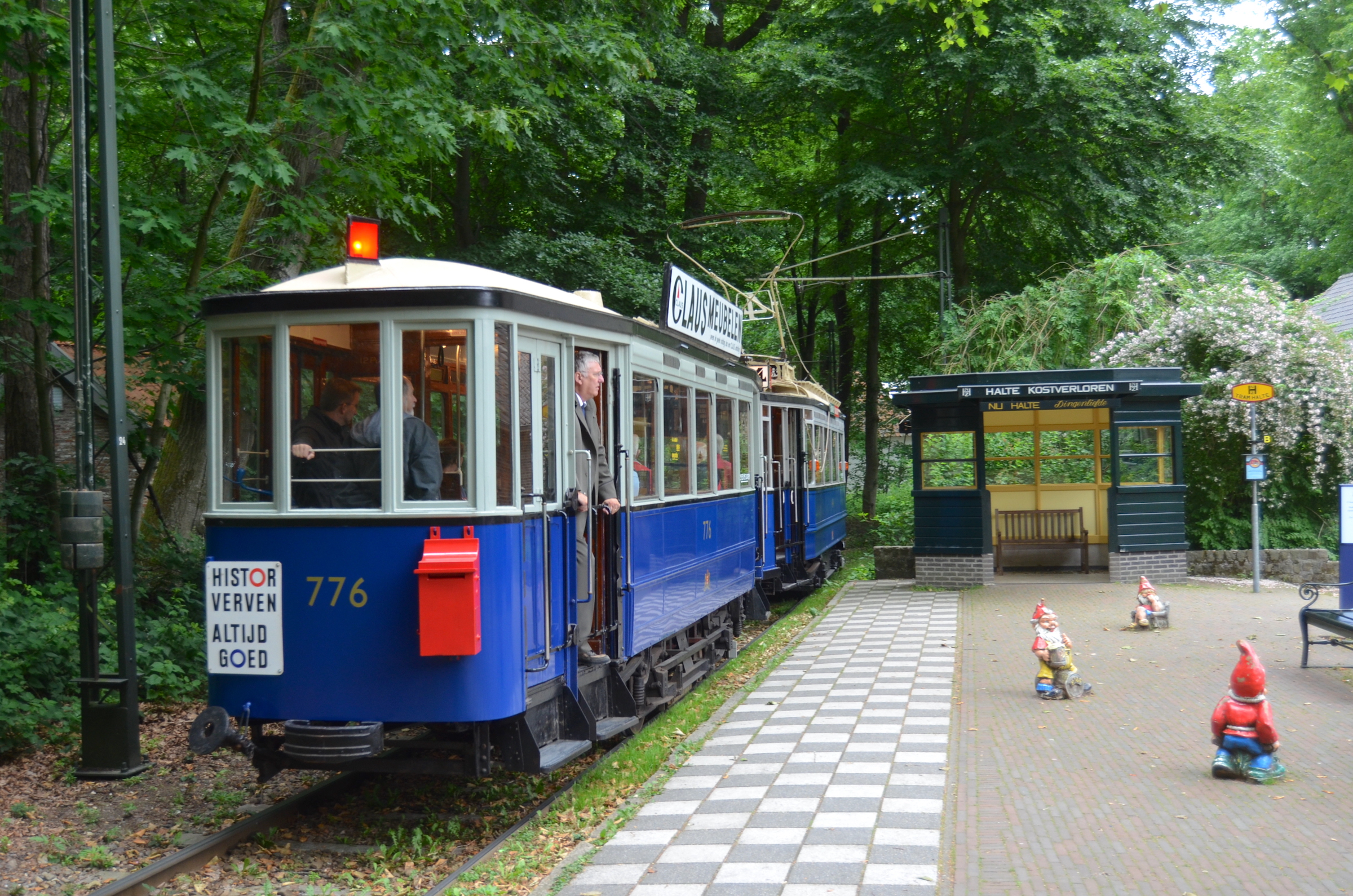
GVB 776 + 464; 20 juni 2015.
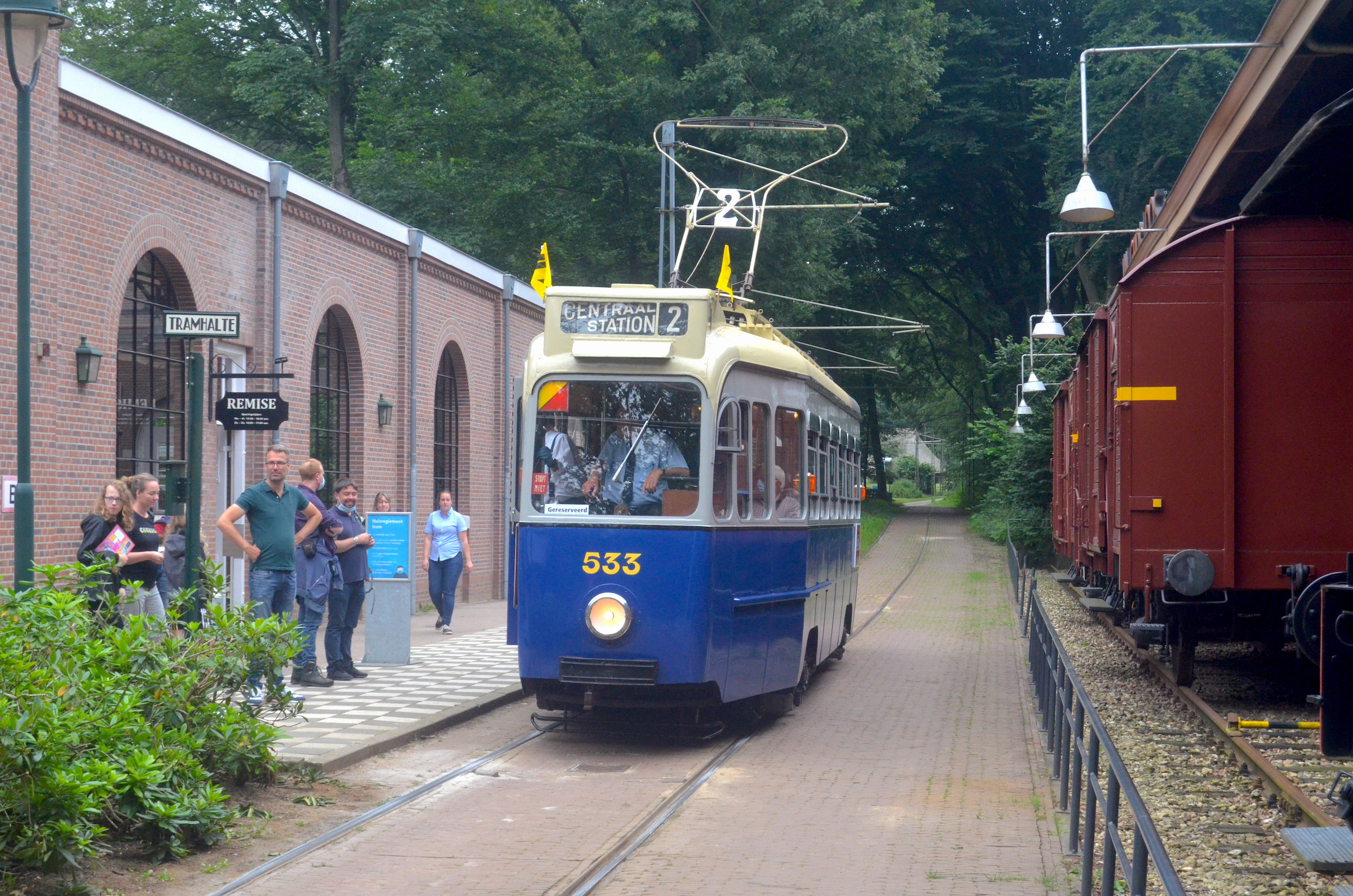
GVB 533; 24 juli 2021.
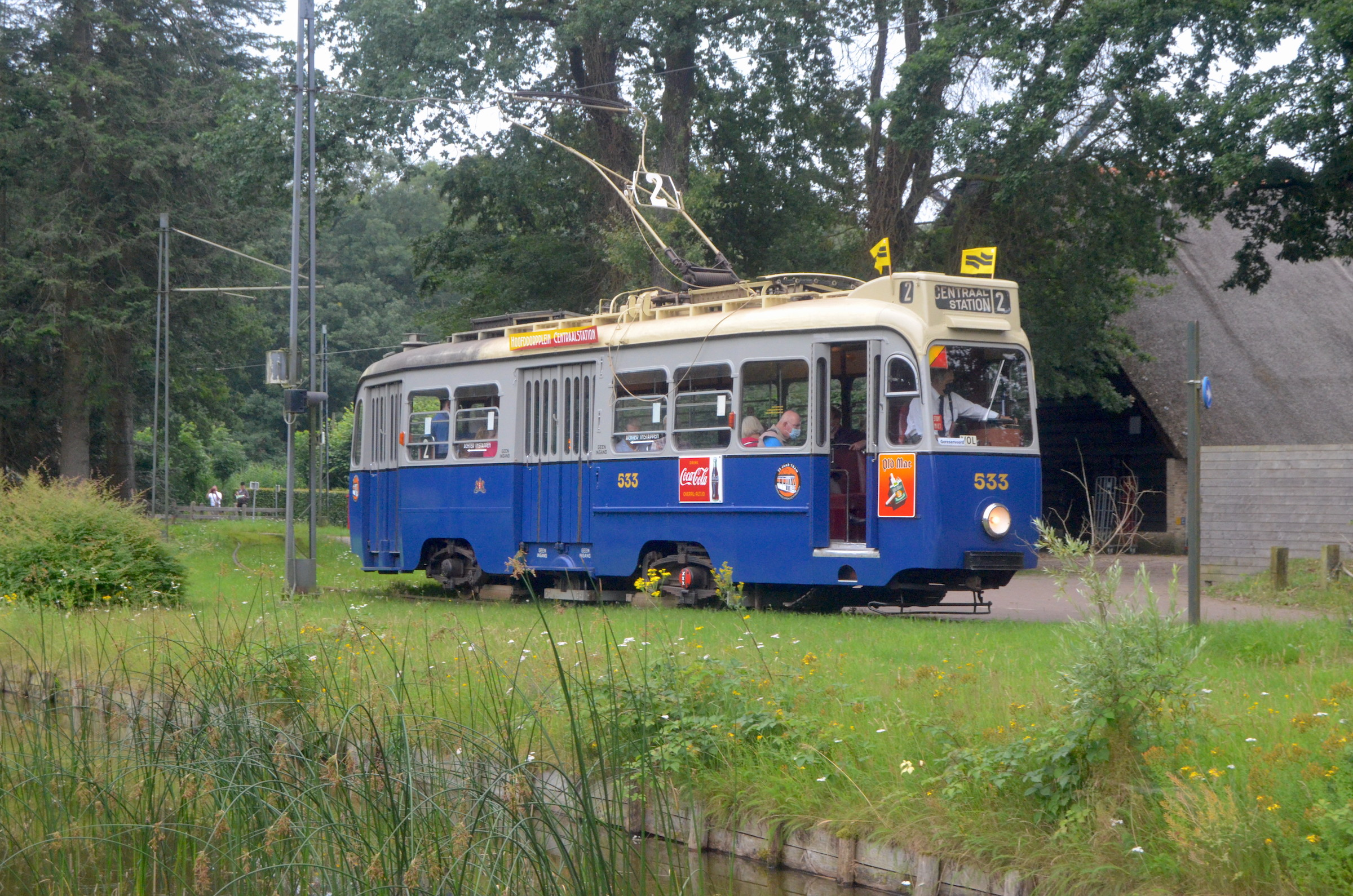
GVB 533; 24 juli 2021.
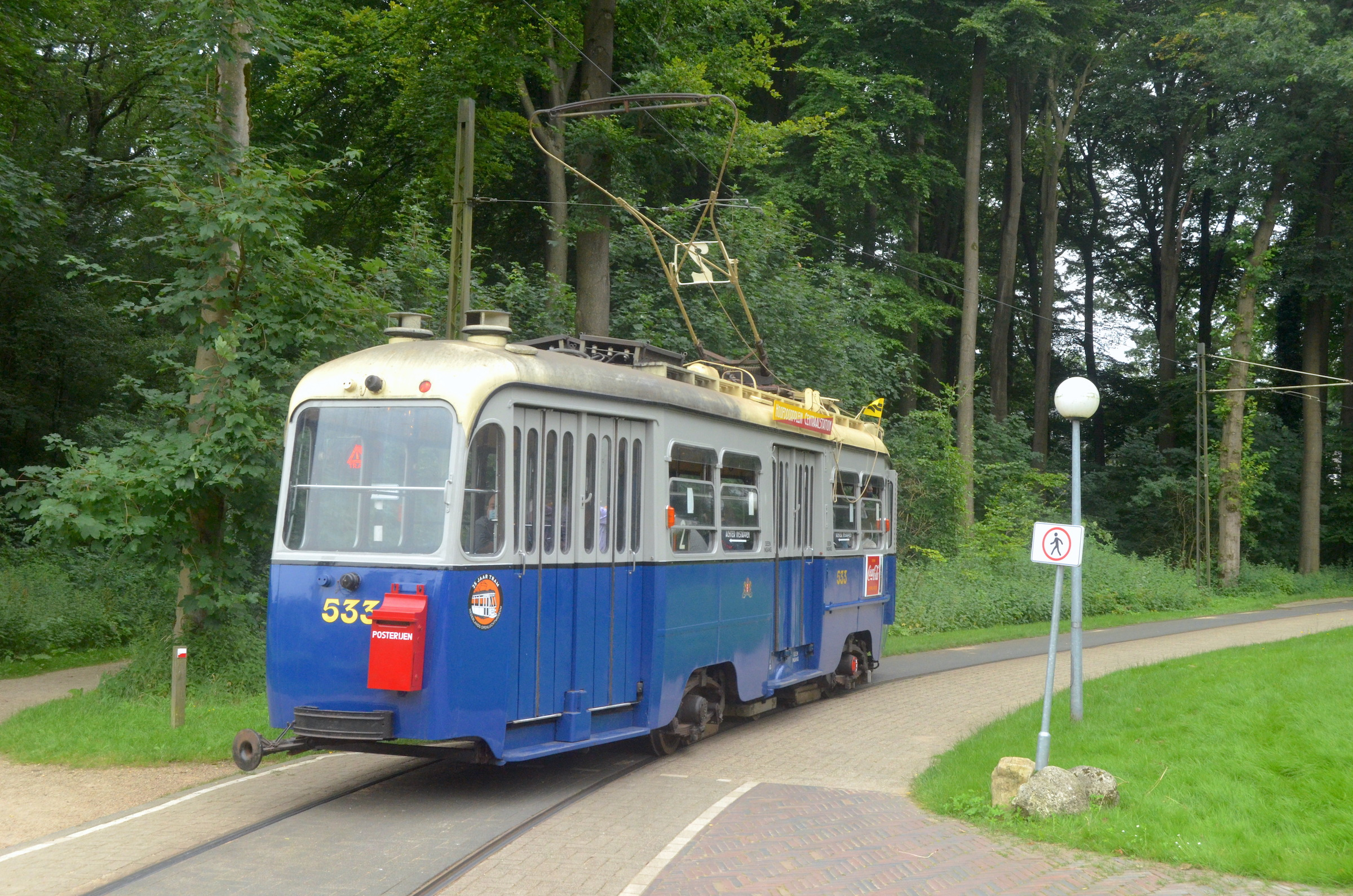
GVB 533 (achterzijde); 24 juli 2021.
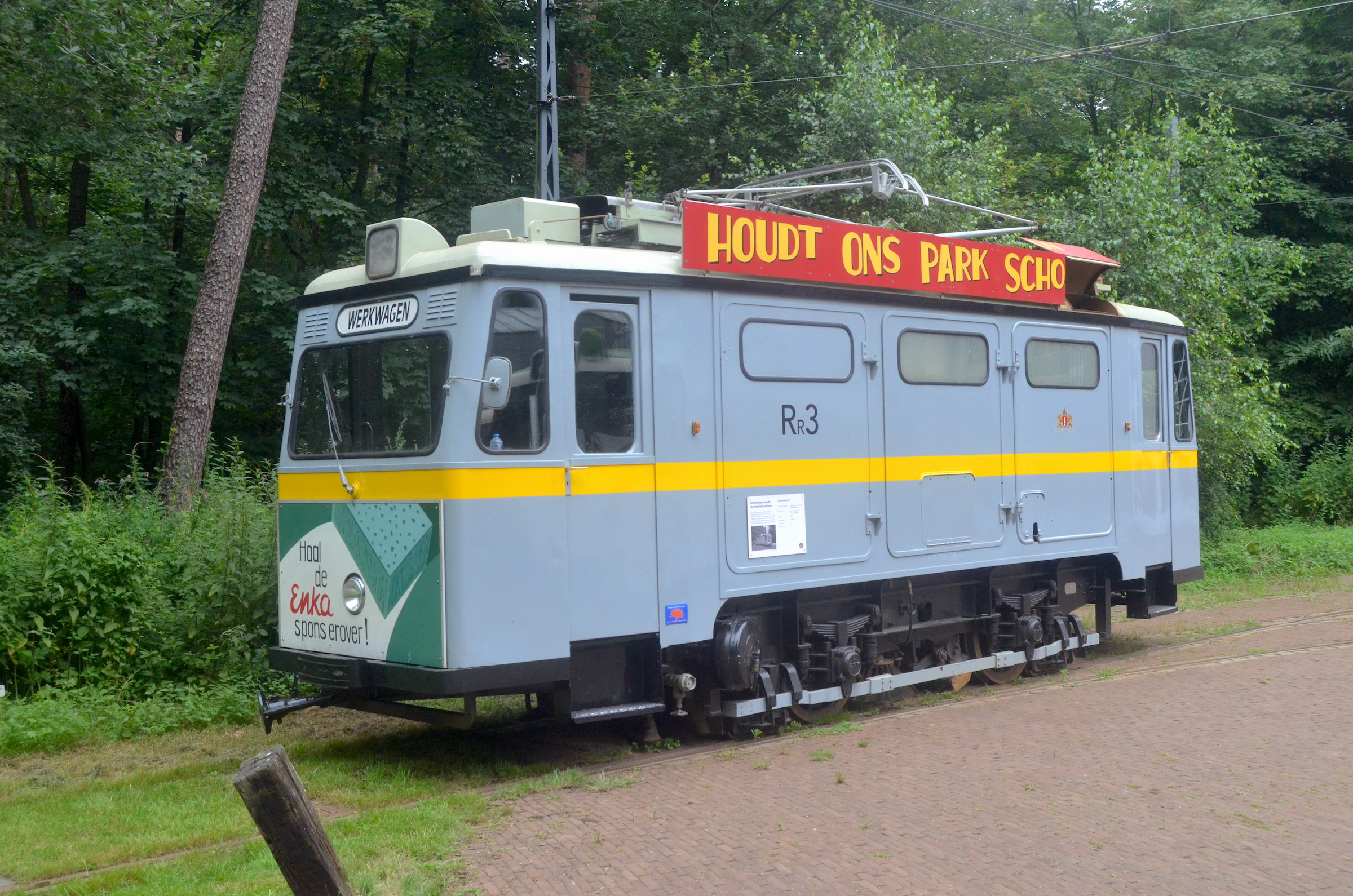
GVB Rr3 (railreiniger); 24 juli 2021.
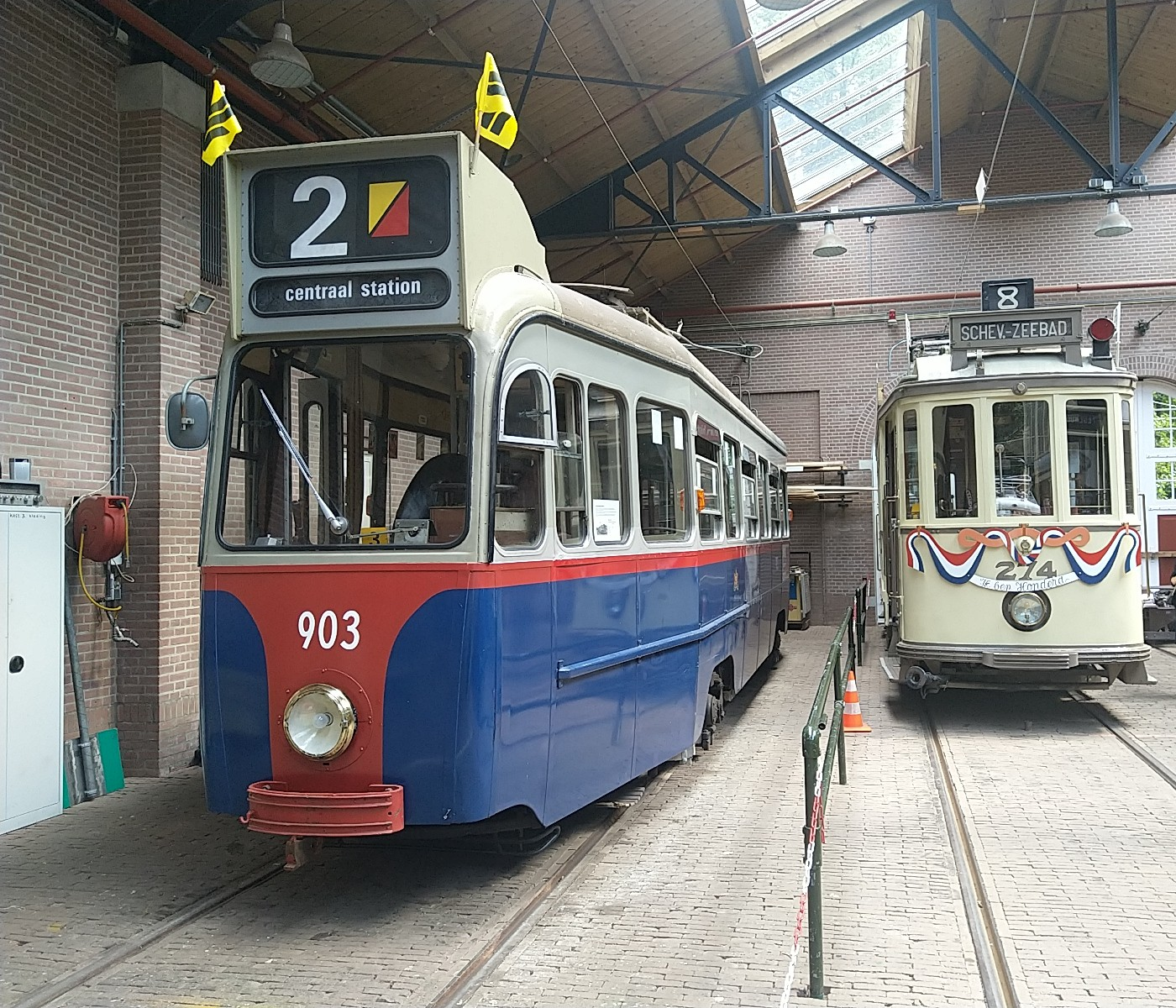
De Amsterdamse motorwagen 903 in de remise. Ernaast de Haagse motorwagen 274. Beide trams zijn overgenomen van de Elektrische Museumtramlijn Amsterdam; 29 juli 2022.

### NZH tram

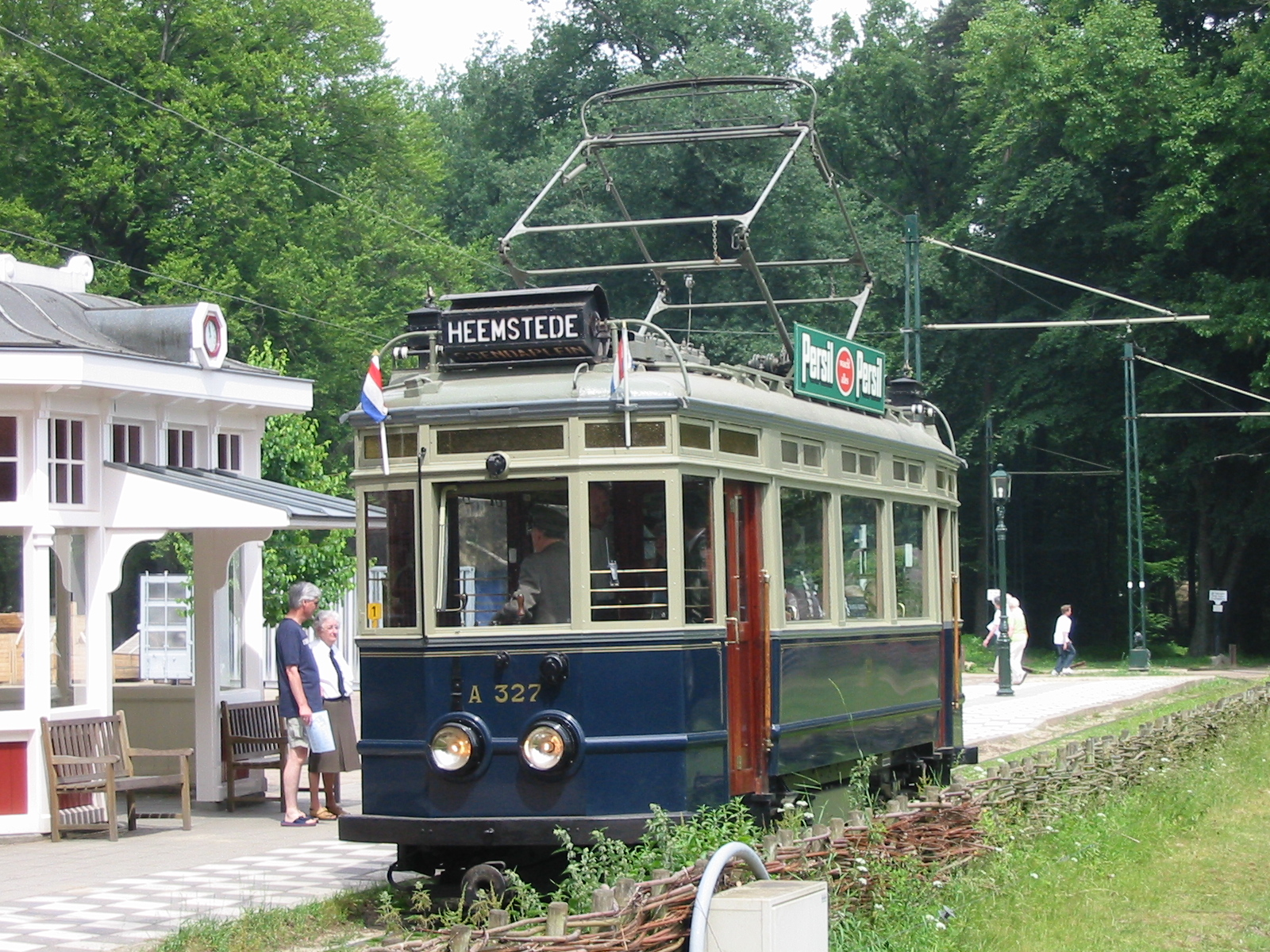
Motorwagen Blauwe Tram A327 als gast in actie in het Openluchtmuseum.

### Bouwwerken

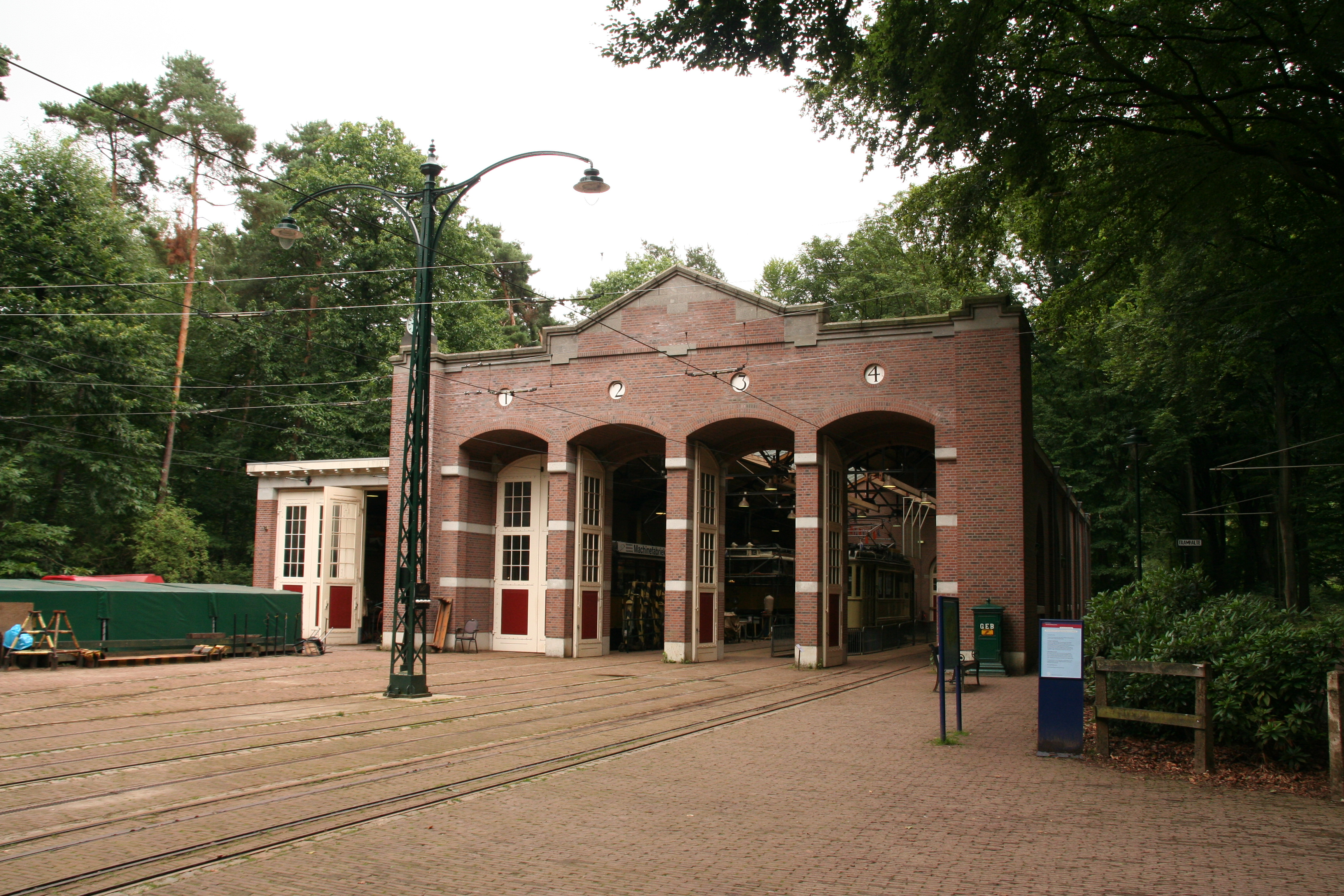
Replica van de vroegere Arnhemse tramremise.
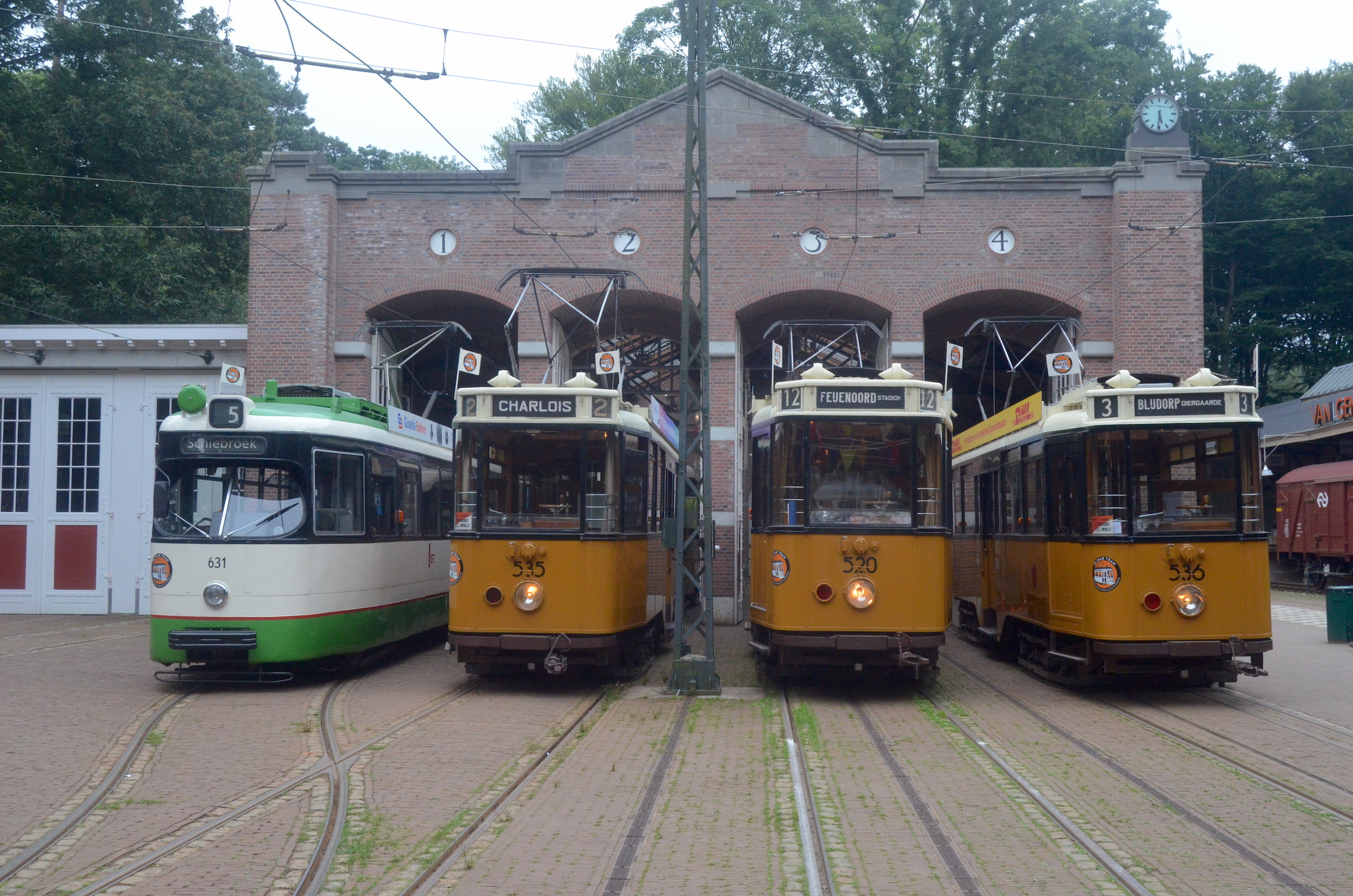
RET 631, 535, 520 en 536 voor de Arnhemse tramremise. 24 juli 2021.
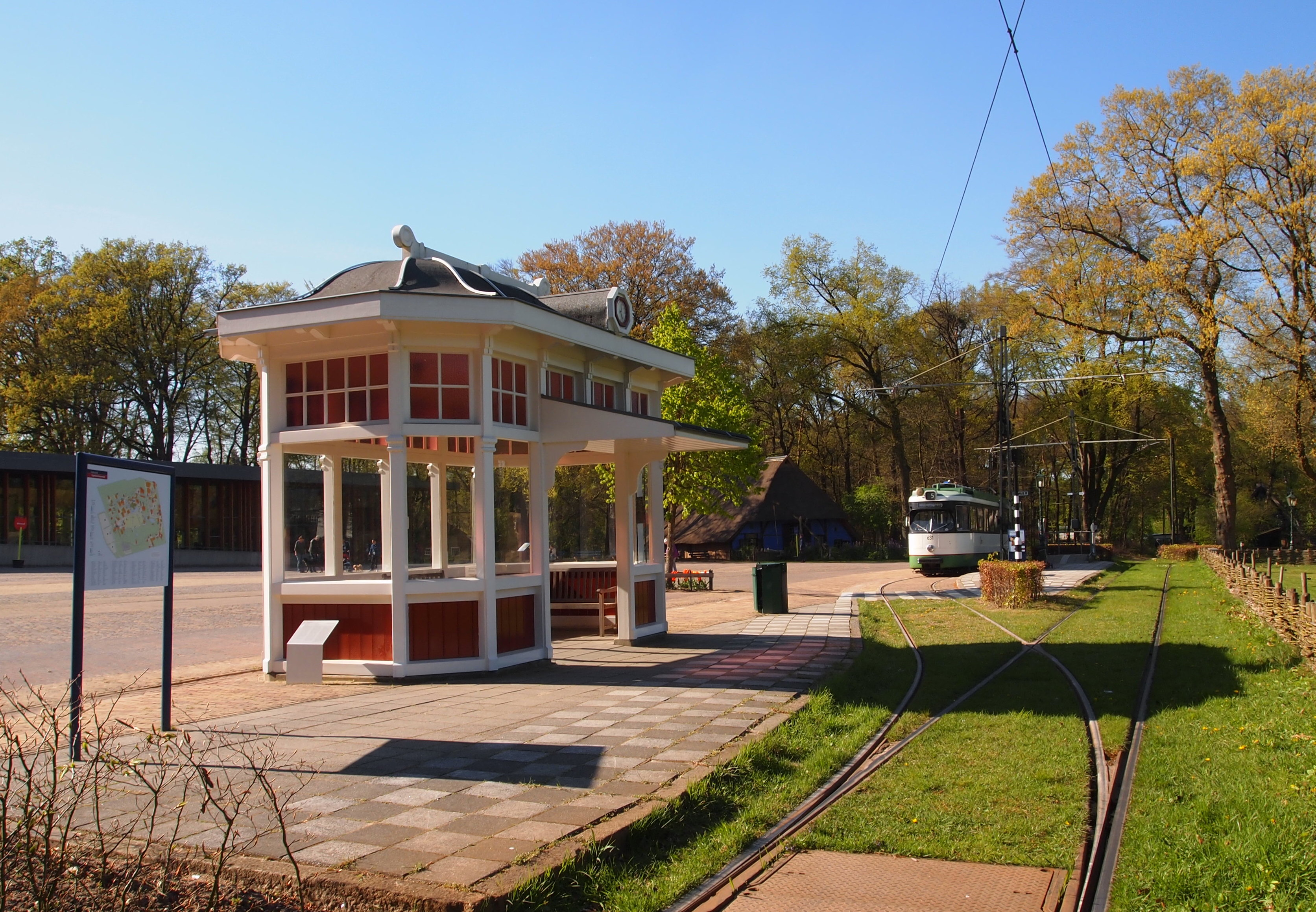
Replica Tramhaltehuisje van de Arnhemse tram.